# Militärgeschichte Australiens während des Zweiten Weltkriegs

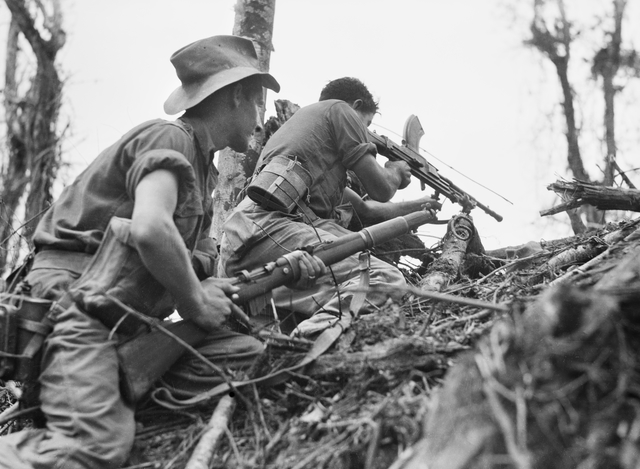
Ein australischer leichter Maschinengewehrtrupp während der Schlacht um Aitape-Wewak, 27. Juni 1945

Australien trat bereits am 3. September 1939, zwei Tage nachdem Deutschland mit dem Überfall auf Polen den Zweiten Weltkrieg begonnen hatte, auf Seiten der Alliierten in den Krieg ein, indem es dem nationalsozialistischen Deutschen Reich den Krieg erklärte. Bis Kriegsende 1945 dienten fast eine Million Australier in den australischen Streitkräften, deren Einheiten hauptsächlich auf dem europäischen Festland, während des Afrikafeldzugs und im Befehlsbereich der Southwest Pacific Area eingesetzt wurden.
Zusätzlich kam es erstmals seit der Entkolonialisierung Australiens zu äußeren Angriffen auf das Land. Während des Krieges verzeichneten die australischen Streitkräfte ca. 27.000 Tote und ca. 23.400 Verwundete.
Im Einzelnen betrachtet führte Australien zwischen 1939 und 1945 zwei Kriege – einen gegen das Deutsche Reich, Italien und seine Verbündeten in Europa als Teil des Britischen Commonwealth und einen an der Seite des Vereinigten Königreichs, der Vereinigten Staaten und anderer Verbündeter gegen Japan und seine Verbündeten im Pazifikraum (Pazifikkrieg: Juli 1937 bis September 1945). Trotz des Rückzuges der meisten australischen Kräfte aus dem Mittelmeerraum nach Ausbruch des Pazifikkriegs beteiligte die Royal Australian Air Force sich intensiv am alliierten Luftkrieg gegen das Deutsche Reich. Zwischen 1942 und Anfang 1944 kam den australischen Streitkräften eine Schlüsselrolle im Pazifik zu, wo sie in dieser Zeit das größte alliierte Truppenkontingent stellten. Ab Mitte 1944 kämpften sie hauptsächlich an Nebenfronten; sie führten bis Kriegsende fortlaufende Offensivoperationen gegen die japanischen Truppen durch.
Der Zweite Weltkrieg führte zu umfassenden Veränderungen in Außenpolitik, Militär und Wirtschaft des Landes. Der Krieg beschleunigte die Industrialisierung, verankerte ein größeres Friedensheer in der australischen Gesellschaft und begann den außenpolitischen Kurswechsel eines starken Fokus auf die Beziehungen zum Vereinigten Königreich hin zu den Vereinigten Staaten. Als Langzeitfolge führte der Krieg auch zu einer facettenreicheren und kosmopolitischer orientierten australischen Gesellschaft.

## Kriegsausbruch

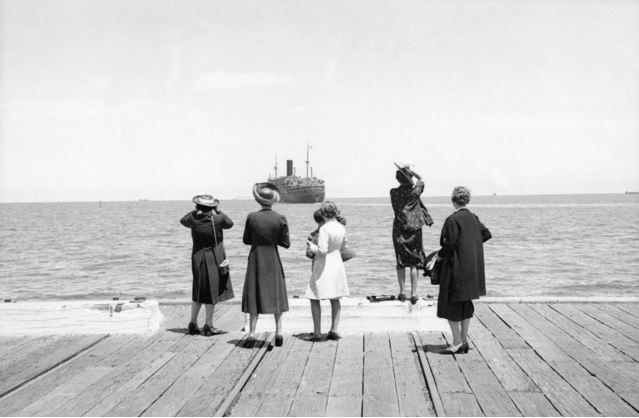
Frauen winken dem auslaufenden Truppenschiff RMS Strathallan nach, das Teile der 6th Division an den Kriegsschauplatz in Übersee transportiert, 15. Dezember 1939.

In den 1930er Jahren litt Australien stark unter der Weltwirtschaftskrise. Die Great Depression in den USA wirkte sich auch in Australien aus, das Überseehandel mit den USA und Kanada trieb.
In Folge der Krise kam es zu Kürzungen des Verteidigungshaushalts, die zur Abnahme von Größe und Einsatzeffizienz der australischen Streitkräfte in den 1930er Jahren führten. Australien folgte in den 1930er Jahren der britischen Linie gegenüber dem Deutschen Reich bzw. dem NS-Regime: Es unterstützte zunächst die Appeasement-Politik (Chamberlain) und gehörte 1939 zu den Staaten, die die Unabhängigkeit Polens garantierten.
Australien erklärte dem Deutschen Reich am 3. September 1939 den Krieg. Es reagierte damit auf die Kriegserklärung des Vereinigten Königreichs, das nach Ablauf eines Ultimatums an das Deutsche Reich, sich aus Polen zurückzuziehen, diesem seinerseits den Kriegs erklärt hatte. Anders als in Kanada und Südafrika kam es in Australien zu keiner Parlamentsdebatte über die Kriegserklärung. Die australische Regierung betrachtete sich, wie Premierminister Robert Menzies es ausdrückte, als im Krieg befindlich, da sich Britannien im Krieg befinde, und bat die Regierung in London darum, Deutschland mitzuteilen, dass Australien ein Bundesgenosse des Vereinigten Königreichs sei. Australiens Unterstützung der Kriegsanstrengungen fußte hauptsächlich darauf, dass seine außenpolitischen Interessen eng mit denen des Vereinigten Königreichs vernetzt waren und eine Niederlage in Europa das System der imperialen Verteidigung der Gebiete des Empire zerstören würde. Dieses System wurde in Australien für den Fall eines Krieges mit dem international zunehmend aggressiver auftretenden japanischen Kaiserreichs als zwingend notwendig erachtet, um das eigene Territorium verteidigen zu können.
Diese offiziellen Positionen der Regierung erhielten in der Bevölkerung eine breite Zustimmung; allgemeine Kriegseuphorie stellte sich nicht ein.
Schon seit 1915 (siehe ANZAC Day) war der australischen Öffentlichkeit bewusst, wie mörderisch der Krieg sein konnte.
1939 waren die australischen Streitkräfte noch weniger auf einen Konflikt vorbereitet als bei Ausbruch des Ersten Weltkriegs im August 1914. Die Royal Australian Navy (RAN) war von den drei Teilstreitkräften am relativ besten bereit; sie hatte aber nur zwei Schwere Kreuzer, vier Leichte Kreuzer, zwei Sloops, fünf veraltete Zerstörer und eine Reihe kleinerer Hilfsschiffe.
Die Australian Army verfügte über ein stehendes Heer von nur 3.000 Soldaten und 80.000 Teilzeitmilizen, die sich freiwillig für die Ausbildung in den Citizen Military Forces (Bürgerstreitkräfte, CMF) gemeldet hatten.
Die Royal Australian Air Force (RAAF) war zahlenmäßig am schwächsten; nur wenige ihrer 246 Flugzeuge galten als modern. Die australische Regierung begann sofort nach Kriegsausbruch mit dem Ausbau der Streitkräfte, stellte einige Flugbesatzungen und Einheiten der RAAF unter britische Kontrolle und entsandte sie nach Europa; sie weigerte sich aber zunächst, eine Expeditionsstreitkraft aufzustellen und nach Übersee zu schicken, da sie die Gefahr eines japanischen Kriegseintritts auf deutscher Seite für realistisch hielt.
Den ersten Schuss des Krieges auf australischer Seite feuerte wenige Stunden nach Kriegseintritt eine Marinekanone in Fort Queenscliff in Melbourne ab. Es handelte sich dabei um einen Warnschuss gegen ein australisches Schiff, das den Hafen ohne die nötige Genehmigung zu verlassen versuchte. Am 10. Oktober 1939 flog eine Short Sunderland der für die Neuausrüstung in England stationierten No. 10 Squadron (10. Staffel) den ersten Einsatz mit Feindkontakt bei einem Einsatz in Richtung Tunesien.

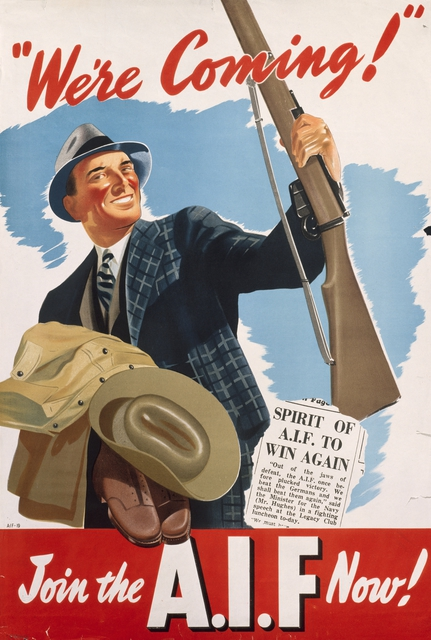
Rekrutierungsposter der AIF von 1940. Die Übersetzung der Aufschrift lautet „‚Wir kommen!‘ Trete jetzt in die A.I.F ein!“; die Überschrift des Zeitungsausrisses lautet sinngemäß „Geist der A.I.F gewinnt erneut“.

Am 15. September 1939 kündigt Menzies die Aufstellung der Second Australian Imperial Force (Zweite Imperiale Australische Streitkraft, AIF) an. Diese war als Expeditionsstreitkraft konzipiert; sie bestand anfänglich aus der 6th Division und einigen Unterstützungseinheiten und hatte über 20.000 Mann. Die AIF war institutionell von der CMF abgegrenzt, da diese nur in Australien selbst und seinen Außengebieten zum Einsatz kommen durfte (analog zur Home Guard). Sie wurde daher komplett neu aufgestellt, anstatt sie aus bestehenden Einheiten der CMF zu formen.
Am 15. November kündigte Menzies zum 1. Januar 1940 die Wiedereinführung der Wehrpflicht zum Zweck des Heimatschutzdienstes an. Die Rekrutierungen für die AIF liefen zunächst schleppend an, steigerten sich jedoch zusehends, sodass sich bis März 1940 jeder sechste männliche Australier im wehrtauglichen Alter eingeschrieben hatte. Der Fall Frankreichs führte nochmal zu einem starken Anstieg der sich freiwillig meldenden. Die Motivation der Männer, sich für die AIF zu melden, war dabei vielfältig, die meisten verspürten aber eine Art Pflicht, Australien und das Empire zu verteidigen. Alle drei Teilstreitkräfte führten Anfang 1940 Restriktionen ein, die den Dienst von Australiern nicht „wesentlich europäischer Abstammung“ verboten. Während die RAN und die Australian Army diese Regularien streng einhielten, bot die RAAF weiterhin Australiern nichteuropäischer Abstammung in geringer Anzahl die Möglichkeit, in ihren Dienst zu treten.
Die Hauptformationen der AIF wurden zwischen 1939 und 1941 aufgestellt. Die Formierung der 6th Division erfolgte im Oktober und November 1939. Nachdem die britische der australischen Regierung versichert hatte, dass Japan keine akute Bedrohung darstelle, wurde die Division Anfang 1940 in den Nahen Osten verschifft, wo sie ihre Ausbildung abschließen und moderne Ausrüstung erhalten sollte. Die Pläne sahen vor, dass die Division im Anschluss nach Frankreich transportiert und der British Expeditionary Force (Britische Expeditionsstreitkraft) unterstellt werden sollte. Der schnelle Fall Frankreichs im Westfeldzug verhinderte dies, da die Division noch nicht vollständig kampfbereit war. Drei weitere Divisionen (die 7th, 8th und 9th Division) wurden in der ersten Hälfte des Jahres 1940 ebenso aufgestellt wie das Hauptquartier des I Corps und diverse Unterstützungseinheiten. Alle Divisionen und die meisten Unterstützungseinheiten wurde im Verlauf der Jahre 1940 und 1941 nach Übersee verlegt. Anfang 1941 erfolgte noch die Aufstellung der 1st Armoured Division (Panzerdivision) zum Dienst in der AIF; diese Division verließ Australien nie.
Ursprüngliche Pläne, die gesamte RAAF nach Übersee zu verlegen, wurden bald verworfen, um die Kräfte der Teilstreitkraft darauf zu konzentrieren, Flugzeugbesatzungen auszubilden, um mit diesen die massive Aufstockung der Luftstreitkräfte der Commonwealth-Staaten zu unterstützen. Ende 1939 entwarfen Australien und andere Dominions das Empire Air Training Scheme (EATS), um eine möglichst große Menge an Personal zum Dienst in der Royal Air Force (RAF) und anderen Luftstreitkräften des Commonwealth auszubilden. Fast 28.000 Australier durchliefen die Ausbildung des EATS in Australien, Kanada und Südrhodesien bis Kriegsende. Viele der so ausgebildeten Männer dienten in speziell hierfür neu aufgestellten Staffeln, die meisten aber dienten in der RAF oder anderen Commonwealth-Luftstreitkräften. Die im Zuge des EATS aufgestellten Staffeln standen dabei nicht unter der Kontrolle der RAAF und waren national durchmischt. Die australische Regierung hatte keine Kontrolle darüber, wo die im EATS ausgebildeten Soldaten eingesetzt wurden; viele australische Historiker sehen hierin einen Faktor, der die Entwicklung einer eigenständigen Verteidigungsbereitschaft Australiens behinderte. Neun Prozent aller Besatzungen der RAF auf dem europäischen und nordafrikanischen Kriegsschauplatz waren im EATS ausgebildete australische Flugbesatzungen.

## Nordafrika, der Mittelmeerraum und der Nahe Osten
In den ersten Kriegsjahren orientierte sich Australiens Militärstrategie eng an der des Vereinigten Königreichs. In Einklang mit dieser Strategie gingen die meisten australischen Truppenverlegungen nach Übersee in den Jahren 1940 und 1941 in den Nahen Osten und nach Nordafrika, wo sie zu dieser Zeit den Kern der Commonwealth-Truppen bildeten. Die drei in die Region entsandten Divisionen der AIF kamen ebenso wie die dortigen Einheiten der RAN und der RAAF intensiv zum Einsatz.

### Nordafrika

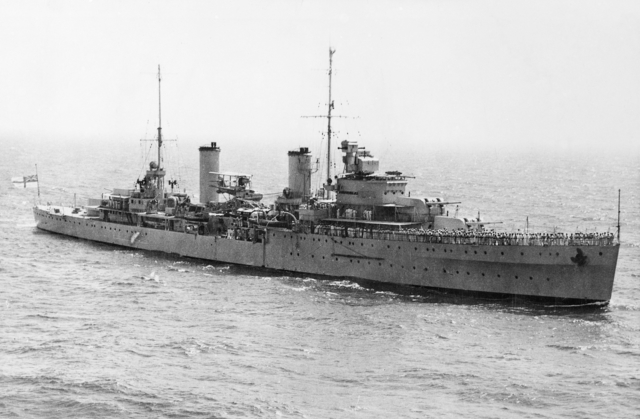
Die HMAS Sydney, 1940

Die RAN kam als erste australische Teilstreitkraft im Mittelmeerraum zum Einsatz. Zum Zeitpunkt des Kriegseintritts Italiens an der Seite Deutschlands am 10. Mai 1940 befanden sich der Kreuzer Sydney und fünf veraltete Zerstörer bei der britischen Mediterranean Fleet in Alexandria. Während der ersten Tage der Schlacht im Mittelmeer versenkte die Sydney einen italienischen Zerstörer und die veraltete Voyager ein U-Boot. Die Schlacht im Mittelmeer war in ihrer Frühphase von einem hohen Operationstempo geprägt, und am 19. Juli stellte die Sydney gemeinsam mit einer britischen Zerstörerschwadron die italienischen leichten Kreuzer Bartolomeo Colleoni und Giovanni delle Bande Nere in der Seeschlacht bei Kap Spada. Während der Schlacht konnte die Bartolomeo Colleoni versenkt werden. Die australischen Schiffe verblieben für den Rest des Jahres 1940 die meiste Zeit auf See, bevor im Februar 1941 die Perth ihr Schwesterschiff Sydney ablöste.
Die Australian Army erlebte ihren ersten Einsatz im Rahmen der erfolgreichen alliierten Operation Compass in Nordafrika, die von Dezember 1940 bis Februar 1941 andauerte. Die 6th Division löste dabei am 14. Dezember die 4th Indian Division ab. Noch ohne vollständige Ausrüstung, aber fertig ausgebildet, erhielt die Division den Befehl, die von der britischen 7th Armoured Division umgangenen italienischen Befestigungen zu erobern.

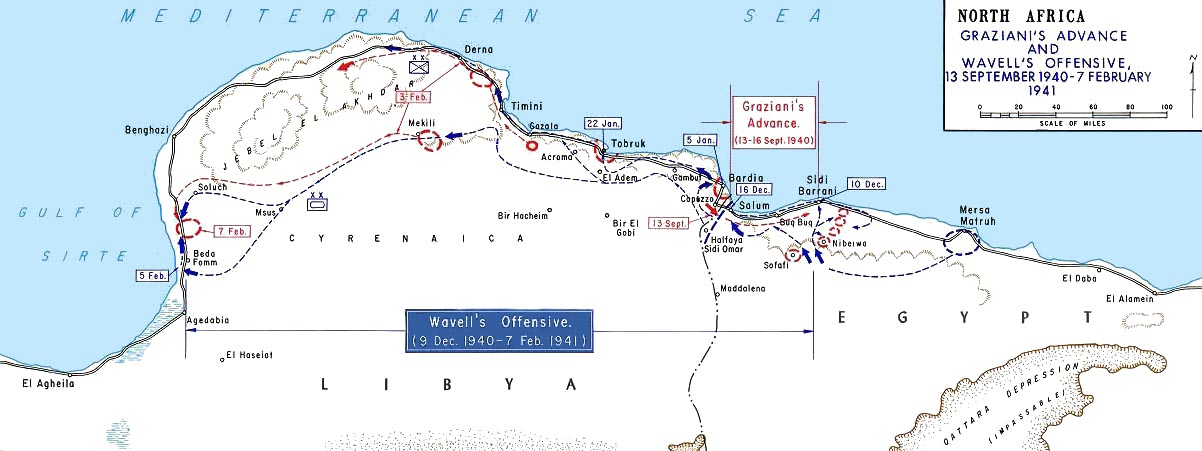
Ausschnittskarte, die den Verlauf der Operation Compass und strategisch wichtige Punkte aufzeigt.

Die 6th Division wurde erstmals am 3. Januar 1941 bei Bardia in Kämpfe verwickelt. Trotz einer starken italienischen Besatzung in der Stadt gelang es der australischen Infanterie mittels britischer Artillerie- und Panzerunterstützung schnell, durch die Verteidigungslinien zu brechen. Das Gros der italienischen Truppen, mit etwa 40.000 Mann, kapitulierte am 5. Januar. Auf dem weiteren Vormarsch griff die Division am 21. Januar die Festung Tobruk an, die bereits am Folgetag gestürmt werden konnte. 25.000 italienische Soldaten gingen dabei in Kriegsgefangenschaft. Nach dem weiteren Vormarsch entlang der Küste der Kyrenaika eroberten die Australier am 4. Februar Bengasi. Später im Monat wurde die Division aus Afrika abgezogen um in Griechenland zu kämpfen. Ersatz stellte die bisher nicht in Kämpfe verwickelte 9th Division, die Besatzungsaufgaben in der Kyrenaika wahrnahm.
In der letzten Märzwoche 1941 begann eine Gegenoffensive der Streitkräfte der Achsenmächte, die unter deutscher Führung stand. Die alliierten Verbände wichen zügig vor der Offensive zurück, was zu einem generellen Rückzug bis nach Ägypten hinein führte. Die 9th Division bildete die Nachhut des Rückzuges und erhielt am 6. April den Befehl, das strategisch wichtige Tobruk, das von den eigenen Landlinien abgeschnitten würde, mindestens zwei Monate lang gegen den Feind zu halten. Während der Belagerung von Tobruk wehrten die von der 18th Brigade verstärkten Australier gemeinsam mit weiteren alliierten Truppen wiederholte Angriffe der deutsch-italienischen Angreifer ab. Die Mediterranean Fleet versorgte die Eingeschlossenen dabei von Seeseite her mit Nachschub, und die alten australischen Zerstörer liefen wiederholt mit Nachschub beladen den unter Beschuss stehenden Hafen der Stadt an. Die HMAS Waterhen und die HMAS Parramatta gingen bei solchen Einsätzen verloren. Auf Anfrage der australischen Regierung wurde der größte Teil der 9th Division im September und Oktober aus der Stadt abgezogen und durch die britische 70th Infantry Division ersetzt. Angriffe auf den für ihre Evakuierung vorgesehenen Konvoi zwangen die 2/13th Battalion (2. Kompanie, 13. Bataillon) bis zur Aufhebung der Belagerung Ende November in der Stadt zu verharren. Während der Kämpfe verzeichneten die australischen Verbände Verluste in Höhe von 3.009 Mann, darunter 832 Gefallene und 941 in Kriegsgefangenschaft geratene.
Zwei australische Jagdstaffeln, die No. 3 Squadron und die No. 450 Squadron, nahmen aktiv an den Kämpfen in Nordafrika teil. Sie unterstanden dabei dem britischen No. 239 Wing (239. Geschwader) und waren mit Curtiss P-40-Jagdflugzeugen ausgestattet. Das Geschwader wiederum war organisatorisch der Desert Air Force (Wüstenluftstreitkraft) unterstellt. Besonders an den beiden Staffeln war zu dieser Zeit, dass auch das Bodenpersonal hauptsächlich aus Australiern bestand, während in anderen Formationen der RAAF meist nur die Piloten Australier und das Bodenpersonal Briten waren. In anderen britischen Lufteinheiten kämpften ebenfalls einzelne Australier.

### Griechenland, Kreta und der Libanon

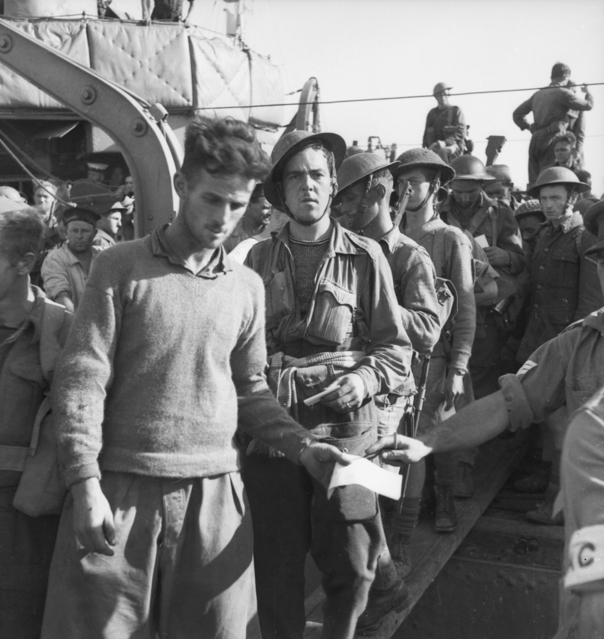
Australische Truppen gehen nach ihrer Evakuierung aus Griechenland in Alexandria von Bord eines Schiffes, Juni 1941.

Im Frühjahr 1941 nahmen die 6th Division und das I Corps an den alliierten Bemühungen teil, Griechenland gegen die Achsenmächte zu verteidigen. Der Korpskommandeur, Lieutenant General (Generalleutnant) Thomas Blamey und Premierminister Menzies schätzten die Operation beide als riskant ein, sagten eine australische Beteiligung aber zu, nachdem die britische Regierung sie über ihre Pläne informiert hatte, die die Wahrscheinlichkeit einer Niederlage untertrieben. Die nach Griechenland verlegten alliierten Kräfte waren den in der Region stehenden deutschen zahlenmäßig von Beginn an deutlich unterlegen, und während der Verteidigung des Landes kam es regelmäßig zu Widersprüchlichkeiten zwischen den Zielen der griechischen und der alliierten Streitkräfte.
Australische Truppen trafen ab März in Griechenland ein und begannen im Norden des Landes gemeinsam mit britischen, neuseeländischen und griechischen Einheiten Verteidigungsstellungen zu besetzen. Die Perth war Teil der alliierten Geleitsicherung von und nach Griechenland und nahm in dieser Funktion an der Schlacht bei Kap Matapan Ende März teil. Die quantitativ schwächeren alliierten Truppen konnten ihre Stellungen nicht gegen den am 6. April beginnenden deutschen Angriff halten und mussten sich zurückziehen. Nach einer Reihe von Niederlagen wurden sie zwischen dem 24. April und 1. Mai aus dem südlichen Griechenland evakuiert. Australische Kriegsschiffe beteiligten sich an der Evakuierung und nahmen in den griechischen Häfen hunderte Soldaten an Bord. Im Verlauf des Griechenlandfeldzugs verlor die 6th Division 320 Tote und 2.030 in Kriegsgefangenschaft geratene.
Während das Gros der 6th Division nach Ägypten zurückkehrte, verlegten die 19th Brigade Group und zwei provisorisch zusammengestellte Infanteriebataillone nach Kreta, wo sie den Kern der für die Verteidigung auf die Insel gesandten Truppen bildeten. Die Brigade konnte sich kurze Zeit der ab dem 20. Mai auf Kreta landenden deutschen Truppen erwehren, bevor sie sich zurückziehen musste. Nach dem Verlust mehrerer als taktische Schlüsselpositionen angesehener Flugfelder evakuierten die Alliierten Kreta. Etwa 3000 australische Soldaten konnten nicht mehr evakuiert werden und gingen in Kriegsgefangenschaft. Aufgrund der inzwischen schwerwiegenden Verluste benötigte die 6th Division nach der gescheiterten Griechenland-Expedition umfassende Verstärkungen. Die Perth sowie die neuen Zerstörer HMAS Napier und HMAS Nizam nahmen an den während der Schlacht stattfindenden Seeoperationen um Kreta herum teil. Die Perth nahm während der Evakuierung selber Soldaten an Bord.

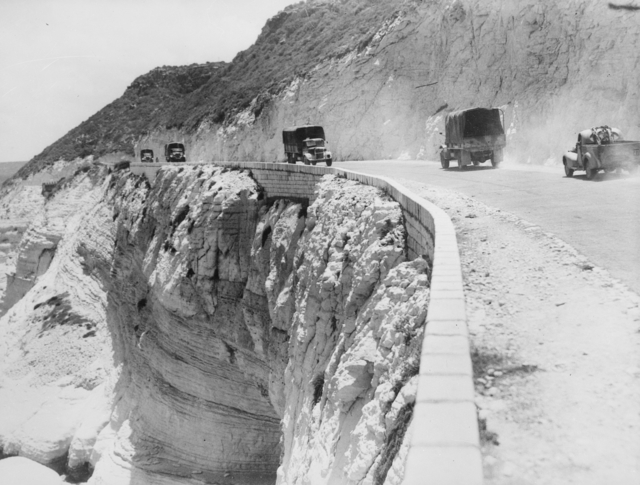
Lastwagen der Australian Army auf einer Küstenstraße im Libanon während der Kämpfe im Syrisch-Libanesischen Feldzug, Juni 1941

Die Niederlage in Griechenland führte zu einer Regierungskrise in Australien. Premierminister Menzies wurde für einen langen Aufenthalt in England Anfang 1941 kritisiert und für die hohen Verluste in Griechenland verantwortlich gemacht. Viele Mitglieder seiner eigenen United Australia Party (UAP) sprachen ihm in diesem Zusammenhang die Fähigkeit ab, die australischen Kriegsanstrengungen effektiv zu steuern. Menzies trat am 26. August zurück, da er auch innerhalb seiner Partei keinen Rückhalt mehr für sich sah, und wurde von Arthur Fadden von der Country Party, dem Koalitionspartner der UAP, in seinem Amt beerbt. Faddens Regierung stürzte bereits am 3. Oktober desselben Jahres, woraufhin John Curtin von der Australian Labor Party neuer Premierminister wurde.
Die 7th Division und die 17th Brigade der 6th Division stellten den Kern der alliierten Bodentruppen im ab Juni 1941 stattfindenden Syrisch-Libanesischen Feldzug dar, in dem diese das Gebiet gewaltsam der Kontrolle des französischen Vichy-Regime entrissen. Die RAAF unterstützte die RAF während des Feldzugs ebenfalls. Beide Luftstreitkräfte flogen umfangreiche Luftnahunterstützung für die Bodentruppen. Ab dem 8. Juni rückten australische Truppen, von Süden kommend, in den Libanon ein und stießen entlang der Küste und im Tal des Litani nach Norden vor. Entgegen den Erwartungen leisteten die Vichy-Truppen hartnäckigen Widerstand und verschanzten sich im gebirgigen Gelände. Nach dem Festlaufen der alliierten Offensive wurden Verstärkungen an die Front geführt, und das Hauptquartier des I Corps übernahm am 18. Juni das Kommando über die Operationen. Infolge der Verstärkungen gelang den Alliierten schlussendlich der Durchbruch und die Überwältigung der Vichy-französischen Kräfte. Am 12. Juli marschierte die 7th Division kampflos in Beirut ein, bevor am Folgetag ein Waffenstillstand geschlossen wurde und die Vichy-französischen Truppen sich ergaben.

### El-Alamein
In der zweiten Jahreshälfte 1941 wurden die dem I Corps unterstehenden Truppen in Syrien und dem Libanon konzentriert, um sie aufzufrischen und auf weitere Einsätze im Nahen Osten vorzubereiten. Nach Ausbruch des Pazifikkriegs verlegten die meisten Truppen des Korps, darunter auch die 6th und 7th Division zurück nach Australien, dem eine akute Bedrohung durch den japanischen Vormarsch drohte. Die australische Regierung stimmte dem vorläufigen Verbleib der 9th Division im Nahen Osten zu, da die Vereinigten Staaten die Stationierung weiterer eigener Truppen in Australien garantierten und das Vereinigte Königreich im Gegenzug die RAAF bei der Vergrößerung auf 73 Staffeln unterstützen wollte. Da die Regierung nicht davon ausging, dass die 9th Division in größerem Rahmen an weiteren Kämpfen eingesetzt würde, schickte sie keine weiteren Truppenverstärkungen mehr nach Übersee. Während die RAN alle ihre Schiffe aus dem Mittelmeer abzog, verblieben die meisten Einheiten der RAAF in der Region.

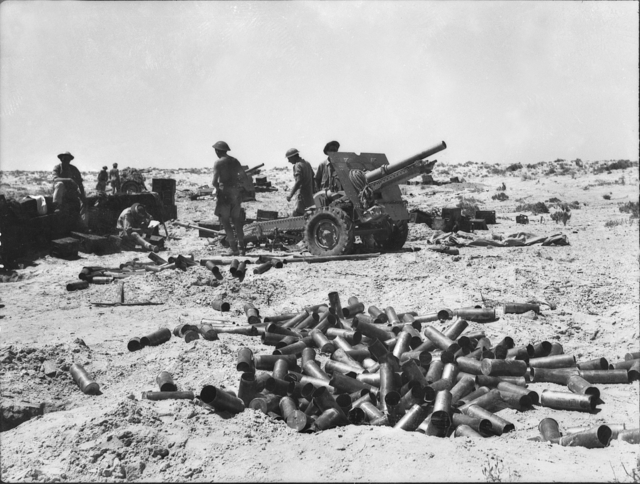
Artilleriekanonen des 2/8th Field Regiment bei el-Alamein, 12. Juli 1942.

Im Juni 1942 wurden vier australische Zerstörer der N-Klasse vom Indischen Ozean ins Mittelmeer verlegt, um an der Operation Vigorous teilzunehmen. Ziel war es, das belagerte Malta von Ägypten und Palästina aus anzulaufen, um Nachschub anzuliefern. Die Operation war ein Fehlschlag, und die HMAS Nestor musste von eigenen Kräften am 16. Juni versenkt werden, nachdem sie am Vortag von italienischen Bomben getroffen worden war. Die drei verbliebenen Zerstörer verlegten nach der Operation zurück in den Indischen Ozean.
Mitte 1942 gelang es den Achsenmächten, die Alliierten in Libyen zu schlagen und ins nordwestliche Ägypten vorzurücken. Mitte Juni bezog die britische Eighth Army bei der Eisenbahnstation von el-Alamein, noch 100 Kilometer vor Alexandria, Verteidigungspositionen. Die 9th Division wurde an die Front herangeführt, um diese Positionen zu verstärken. Vorausabteilungen der Division trafen am 6. Juli bei el-Alamein ein und an den Nordabschnitt der Verteidigungslinie kommandiert. Die Division spielte in der ersten Schlacht von el-Alamein eine entscheidende Rolle bei der Abwehr des feindlichen Angriffs, erlitt dabei aber schwere Verluste, darunter eine komplette Kompanie, die sich am 27. Juli den Achsenmächten ergab. Die Division verblieb nach der Schlacht in ihren Positionen und führte nur gelegentliche Vorstöße zur Unterstützung der Schlacht von Alam Halfa durch.
Im Oktober nahmen die Division und die in der Region stationierten Staffeln der RAAF an der zweiten Schlacht von el-Alamein teil. Die 9th Division kämpfte dabei in einigen der intensivsten Gefechte der Schlacht und band durch den Vormarsch entlang der Küste so viele feindliche Kräfte auf sich, dass es der 2nd New Zealand Division in der Nacht vom 1. auf den 2. November gelang, die ausgedünnten Linien der Achsenmächte zu durchbrechen. Durch die schweren erlittenen Verluste während der Schlacht kam die 9th Division nicht bei der Verfolgung der sich zurückziehenden Truppen zum Einsatz. Während der Schlacht ersuchte die australische Regierung beim alliierten Oberkommando um die Rückverlegung der Division nach Australien, da sie sich nicht in der Lage sah, sie über eine so weite Entfernung fortlaufend ausreichend mit Nachschub zu versorgen. Ende November erfolgte die Genehmigung des Ersuchens, und im Januar 1943 verließ die Division Ägypten in Richtung Australien, was den Einsatz der AIF in Nordafrika abschloss.

### Tunesien, Sizilien und das italienische Festland
Nach dem Abzug der australischen Hauptkampfeinheiten verblieben mehrere Einheiten der RAAF und einige hundert in anderen Commonwealth-Einheiten eingebundene Australier bis Kriegsende im Mittelmeerraum im Einsatz. Einige Staffeln der RAAF unterstützten den Vormarsch der Eighth Army durch Libyen und während des Tunesienfeldzugs. Die Zerstörer HMAS Quiberon und HMAS Quickmatch nahmen außerdem an den alliierten Landungen in Nordafrika im November 1942 teil.

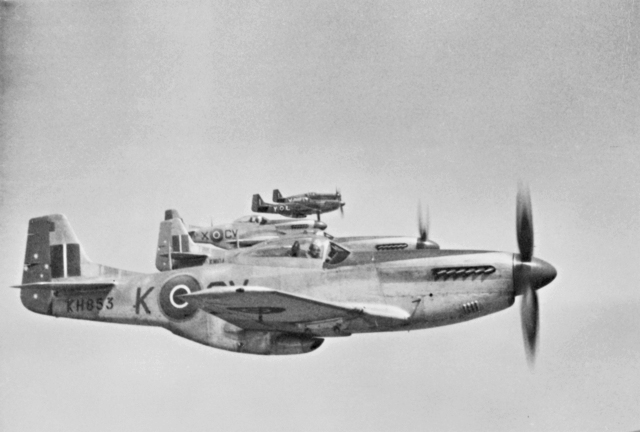
North American P-51 der No. 3 Squadron auf dem Rückflug von einem Einsatz über Norditalien, Mai 1945.

Australien spielte nur eine kleine Rolle im Italienfeldzug. Die RAN zeigte zwischen Mai und November 1943 erneute Präsenz im Mittelmeer, als acht Korvetten der Bathurst-Klasse von der britischen Eastern Fleet abkommandiert wurden, um die Invasionsflotte vor Sizilien zu schützen. Vor ihrer Rückverlegung zu Eastern Fleet kamen die Korvetten im westlichen Mittelmeer noch beim Konvoischutz zum Einsatz. Das No. 239 Wing und vier weitere Staffeln unterstützten die Kämpfe auf Sizilien ebenfalls und verlegten in der Endphase der Schlacht teilweise bereits auf eroberte Flugfelder auf der Insel. Das No. 239 Wing unterstützte im Anschluss die im September stattfindende Invasion des italienischen Festlands und verlegte Mitte des Monats auf selbiges. Zwei australische Jagdbomberstaffeln flogen forthin bis Kriegsende Luftnahunterstützung und attackierten feindliche Nachschublinien. Die australische No. 454 Squadron verlegte im August 1944 ebenfalls nach Italien und in Einheiten der RAF kamen bis Kriegsende ebenfalls hunderte Australier in Italien zum Einsatz.
Zwei Staffeln der RAAF unterstützten im August 1944 die alliierte Landung in Südfrankreich. Zwischen Ende August und Anfang September verlegte die mit Supermarine Spitfires ausgerüstete No. 451 Squadron auf das französische Festland. Nach Abschluss der unmittelbaren Invasion verlegte die Staffel ebenso wie die mit Vickers Wellingtons ausgerüstete No. 458 Squadron nach Italien. Die Jagdstaffel verlegte im Dezember weiter nach Großbritannien. Die No. 459 Squadron blieb bis wenige Monate vor Kriegsende im östlichen Mittelmeer stationiert und griff deutsche Ziele in Griechenland und der Ägäis an. 150 weitere Australier kämpften in der Balkan Air Force, die Partisanen auf dem Balkan mit Nachschub versorgte und Agenten über dem Gebiet absetzte. Während des Warschauer Aufstands 1944 versuchte sie erfolglos die Polnische Heimatarmee aus der Luft mit Nachschub zu versorgen.

## Großbritannien und Westeuropa

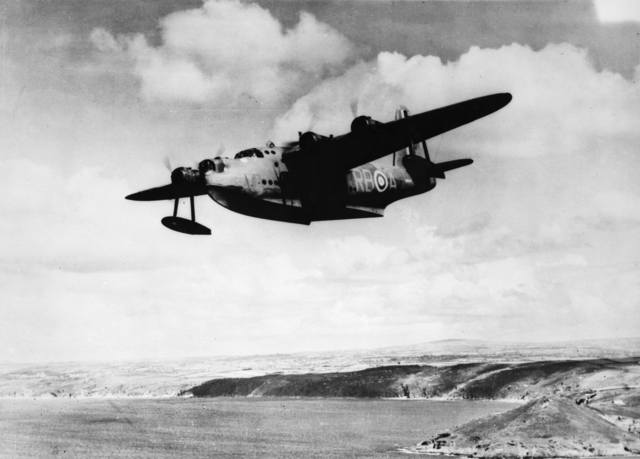
Eine Sunderland der No. 10 Squadron kurz nach dem Start zu einem Patrouillenflug über dem Atlantik, April 1941

Während im Ersten Weltkrieg die meisten Australier an der Westfront in Frankreich kämpften, kamen im Zweiten vergleichsweise wenige Australier in Europa zum Einsatz. Die RAAF, inklusive tausender unter dem Befehl der RAF stehender Australier hatte aber erheblichen Anteil am strategischen Bombenkrieg gegen das Deutsche Reich und der Verteidigung der alliierten Schifffahrt im Atlantik. Die anderen Teilstreitkräfte waren nur in kleinerem Umfang in die Kämpfe eingebunden. Zwei Brigaden der Australian Army waren Ende 1940 für kurze Zeit in Großbritannien stationiert, und einige Schiffe der RAN dienten im Atlantik.

### Verteidigung Großbritanniens
Australier beteiligten sich den Krieg über an der Verteidigung Großbritanniens gegen Angriffe. Mehr als hundert von ihnen kamen während der Luftschlacht um England bei der RAF zum Einsatz, davon über 30 als Jagdpiloten. Zwei Brigaden der AIF, die 18th und die 25th Brigade waren zwischen Juni 1940 und Januar 1941 in Großbritannien stationiert und Teil der mobilen Reserven für den Fall einer deutschen Invasion. Eine auf das Forstwesen spezialisierte Gruppe der Australian Army war zwischen 1940 und 1943 in Großbritannien stationiert. Mehrere australische Jagdstaffeln wurden darüber hinaus 1941 und 1942 vor Ort aufgestellt um deutsche Luftangriffe und ab Mitte 1944 anfliegende Fi 103 abzufangen.
Die RAAF und die RAN beteiligten sich an der Atlantikschlacht. Die bei Kriegsausbruch zwecks Ausrüstung mit Flugbooten vom Typ Short Sunderland in Großbritannien befindliche No. 10 Squadron verblieb den Krieg über dort und wurde in das RAF Coastal Command (RAF Küstenkommando) eingegliedert. Im April 1942 stieß die ebenfalls mit Short Sunderlands ausgestattete No. 461 Squadron zu ihr. Gemeinsam flogen die beiden Staffeln Luftschutz für alliierte Geleitzüge und versenkten dabei insgesamt 12 U-Boote. Ebenfalls im April 1942 verlegte die mit leichten Bombern und auf die Bekämpfung von Schiffszielen spezialisierte No. 455 Squadron nach Großbritannien und wurde Teil des RAF Coastal Command. Im September des Jahres verlegte sie für kurze Zeit in die Sowjetunion, um von dort den Geleitzug PQ 18 zu schützen. Zusätzlich zur RAAF setzte die RAN mehrere Kreuzer und Zerstörer im Geleitdienst ein und stellte Personal für Schiffe der Royal Navy.

### Luftkrieg über Europa
Die Beteiligung der RAAF am strategischen Bombenkrieg über Europa stellte Australiens größten Beitrag zur Niederwerfung des nationalsozialistischen Deutschland dar. Zwischen 1940 und Kriegsende dienten etwa 13.000 Australier in den Formationen des RAF Bomber Command (RAF Bomberkommando). Diese Beteiligung ist im genauen betrachtet mehr einzelnen Australiern als dem australischen Staat anzurechnen, da die meisten in britischen Einheiten dienten und die australischen Bomberstaffeln der RAF unterstanden.

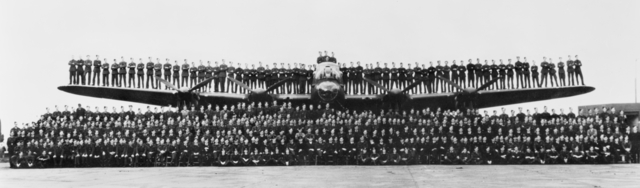
Angehörige der No. 460 Squadron vor und auf dem Lancaster-Bomber G for George, August 1943.

Die überwiegende Zahl der im RAF Bomber Command dienenden Flugzeugbesatzungen waren im Rahmen des EATS ausgebildet worden. Sie wurden oft je nach Bedarf verschiedenen Staffeln zugeteilt, bei denen Ausfälle ersetzt werden mussten, wodurch sie oft in multinationalen Besatzungen dienten. Im Kriegsverlauf wurden innerhalb des RAF Bomber Command fünf australische Bomberstaffeln zusammengestellt, in denen der Anteil der Australier am Personal zunehmend wuchs. Die mit leichten Bombern ausgerüstete No. 464 Squadron wurde ursprünglich ebenfalls als Teil des RAF Bomber Command aufgestellt, im Juni 1943 aber der RAF Second Tactical Air Force (RAF Zweite Taktische Luftstreitkraft) zugeteilt, unter deren Kommando sie weiterhin Ziele auf dem europäischen Festland angriff. Anders als Kanada, das seine schweren Bomberstaffeln 1943 in der eigenen No. 6 Group RCAF bündelte, waren die australischen Staffeln bis Kriegsende Teil des RAF Bomber Command, was den Einfluss der australischen Regierung auf ihre Einsätze minimierte.

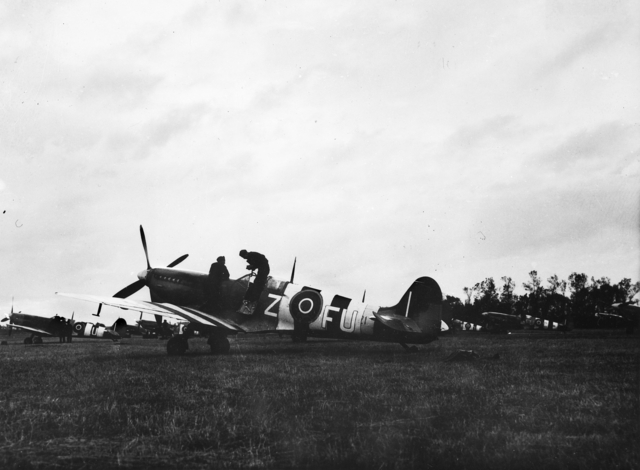
Spitfires der No. 453 Squadron nach der alliierten Landung in der Normandie, 1944.

Während der Einsätze des RAF Bomber Command gegen deutsche Städte und über Frankreich waren Australier an allen größeren Operationen beteiligt und erlitten dabei schwere Verluste. Während der Einsätze der Jahre 1943 und 1944 stellten die australischen Staffeln oft etwa 10 Prozent der eingesetzten Maschinen. Insgesamt wurden während des Krieges 6 Prozent der abgeworfenen Bombenlast von australischen Staffeln über das Ziel transportiert. Die australischen Flugzeugbesatzungen hatten die höchsten Verlustraten aller australischen Teilstreitkräfte während des Krieges. Während nur 2 Prozent aller in die Streitkräfte eingeschriebenen Soldaten beim Bomber Command dienten, verursachten sie 20 Prozent aller Kampfverluste mit 3.486 Toten und hunderten in Kriegsgefangenschaft geratenen.
Viele Australier kämpften 1944 und 1945 an der westeuropäischen Front. Zehn Staffeln der RAAF, einige hundert bei der RAF eingesetzte und etwa 500 australische Matrosen der Royal Navy nahmen an der am 6. Juni 1944 stattfindenden alliierten Landung in der Normandie teil, insgesamt schätzungsweise 3.000 Australier. Zwischen dem 11. Juni und September 1944 wurden die Jagdflugzeuge der No. 453 Squadron wiederholt auf frontnahen Flugfeldern in Frankreich stationiert um schnell über dem Zielgebiet zu sein. Andere Staffeln flogen bis Kriegsende Geleitschutz für Bomberverbände oder leisteten Luftnahunterstützung. Die No. 451 und No. 453 Squadron waren ab September 1945 Teil der britischen Besatzungstruppen in Deutschland. Nach anfänglichen Planungen, auch langfristig australische Truppen im besetzten Deutschland zu stationieren, wurden beide Staffeln im Januar 1946 aufgelöst.

## Pazifikkrieg

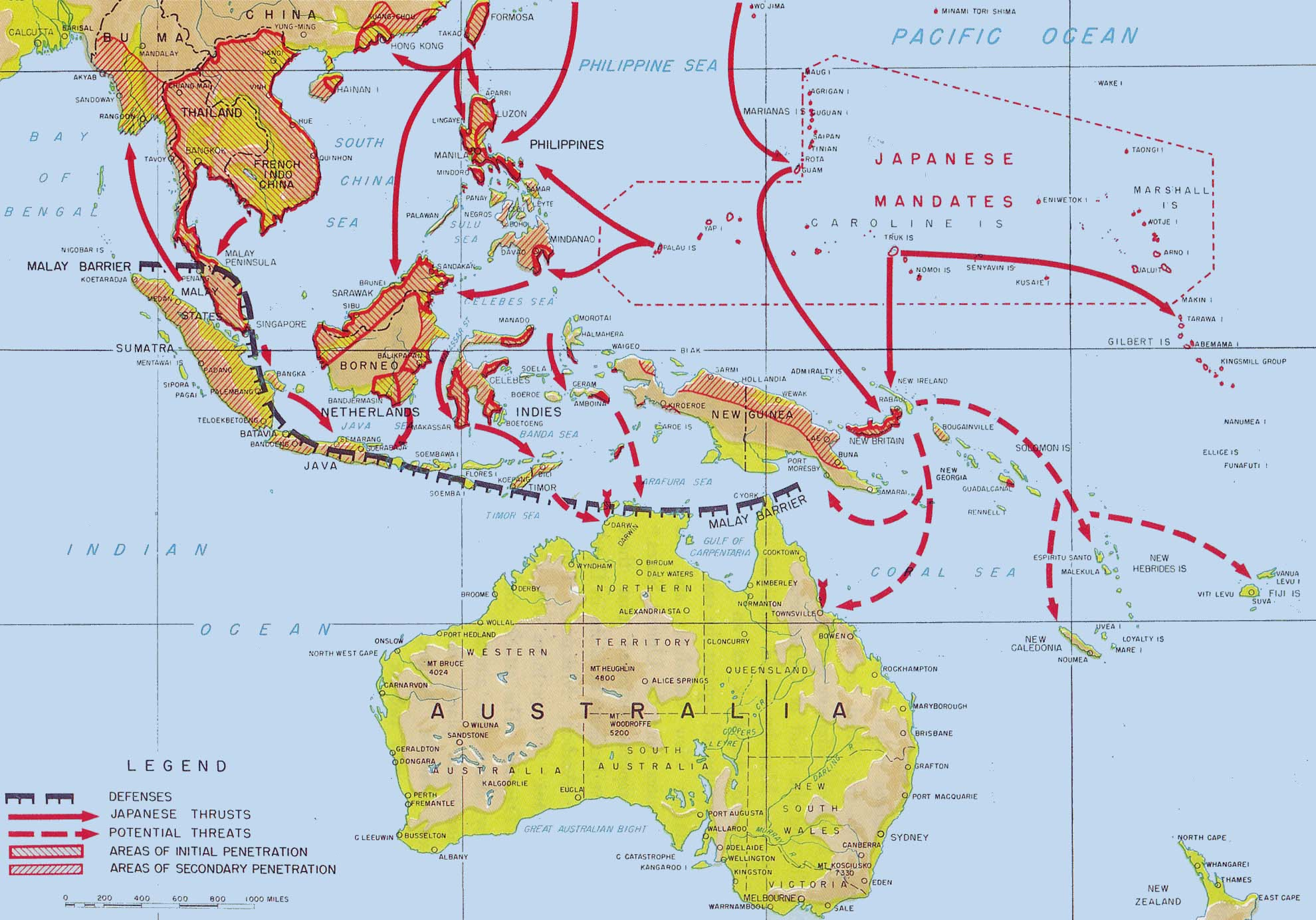
Japanischer Vormarsch im Südpazifikraum in den ersten fünf Kriegsmonaten

Aufgrund der engen Verzahnung der Verteidigungspolitik mit der des Vereinigten Königreichs und des dringenden Truppenbedarfs an der europäischen und nordafrikanischen Front verblieben nach 1940 nur wenige australische Einheiten im Land selbst und in den Commonwealth-Besitzungen im asiatisch-pazifischen Raum. Mit zunehmender Wahrscheinlichkeit eines Krieges gegen Japan im Verlauf des Jahres 1941 wurden Vorkehrungen getroffen, Australiens Verteidigungsmöglichkeiten zu stärken. Diese stellten sich nach Kriegsausbruch in Asien als untauglich heraus. Im Dezember 1941 bestand die Australian Army im Pazifikraum aus der zum Großteil in Malaya stationierten 8th Division und acht noch in Aufstellung begriffenen Divisionen in Australien, darunter die 1st Armoured Division. Die RAAF verfügte über 373 Flugzeuge, hauptsächlich veraltete Ausbildungsmaschinen und die RAN über drei Kreuzer und zwei Zerstörer in australischen Gewässern.
1942 verstärkte Australien seine Truppen mit aus dem Nahen Osten zurückgerufenen Verbänden sowie dem Ausbau von CMF und RAAF. Eine große Zahl von Truppen der Vereinigten Staaten verlegte ebenfalls nach Australien, bevor sie weiter nach Neuguinea abrückten. Ende des Jahres gingen die Alliierten in die Offensive und beschleunigten diese das Jahr 1943 über konsequent. Ab 1944 kämpften die australischen Truppen nicht mehr im Zentrum des alliierten Vormarsches, führten bis Kriegsende aber weiterhin groß angelegte Operationen an Nebenfronten durch.

### Malaya und Singapur
Seit den 1920er Jahren dominierte die britische Singapur-Strategie das Verteidigungsdenken in Australien. Diese Strategie umfasste die Errichtung einer großen Marinebasis in Singapur, von der aus eine starke britische Flotte auf einen militärischen japanischen Vorstoß in die Region reagieren würde. In Einklang mit der Strategie wurde das Gros der einsatzfähigen australischen Truppen in den Jahren 1940 und 1941 nach Malaya verlegt. Sie sollten im Kriegsfall Singapur gegen einen Landangriff der zunehmend aggressiver agierenden Japaner verteidigen. Bei Kriegsausbruch bestanden die australischen Truppen in Malaya aus der 8th Division (ohne deren 23rd Brigade) unter dem Kommando von Major General (Generalmajor) Gordon Bennett, vier Staffeln der RAAF und acht Kriegsschiffen. Die RAAF kam noch vor Kriegsausbruch am 7. Dezember 1941 zum Einsatz, als ihre Flugzeuge einen japanischen Truppenkonvoi der später in Malaya anlandete, beobachteten und dabei von diesem beschossen wurden. Später nahmen australische Truppen an den erfolglosen Versuchen teil, die japanischen Landungstruppen zurückzuschlagen. Flieger der RAAF griffen dabei die Landungsstellen an, und die Vampire begleitete die Prince of Wales und die Repulse bei ihrem erfolglosen Versuch, die japanische Landungsflotte anzugreifen.

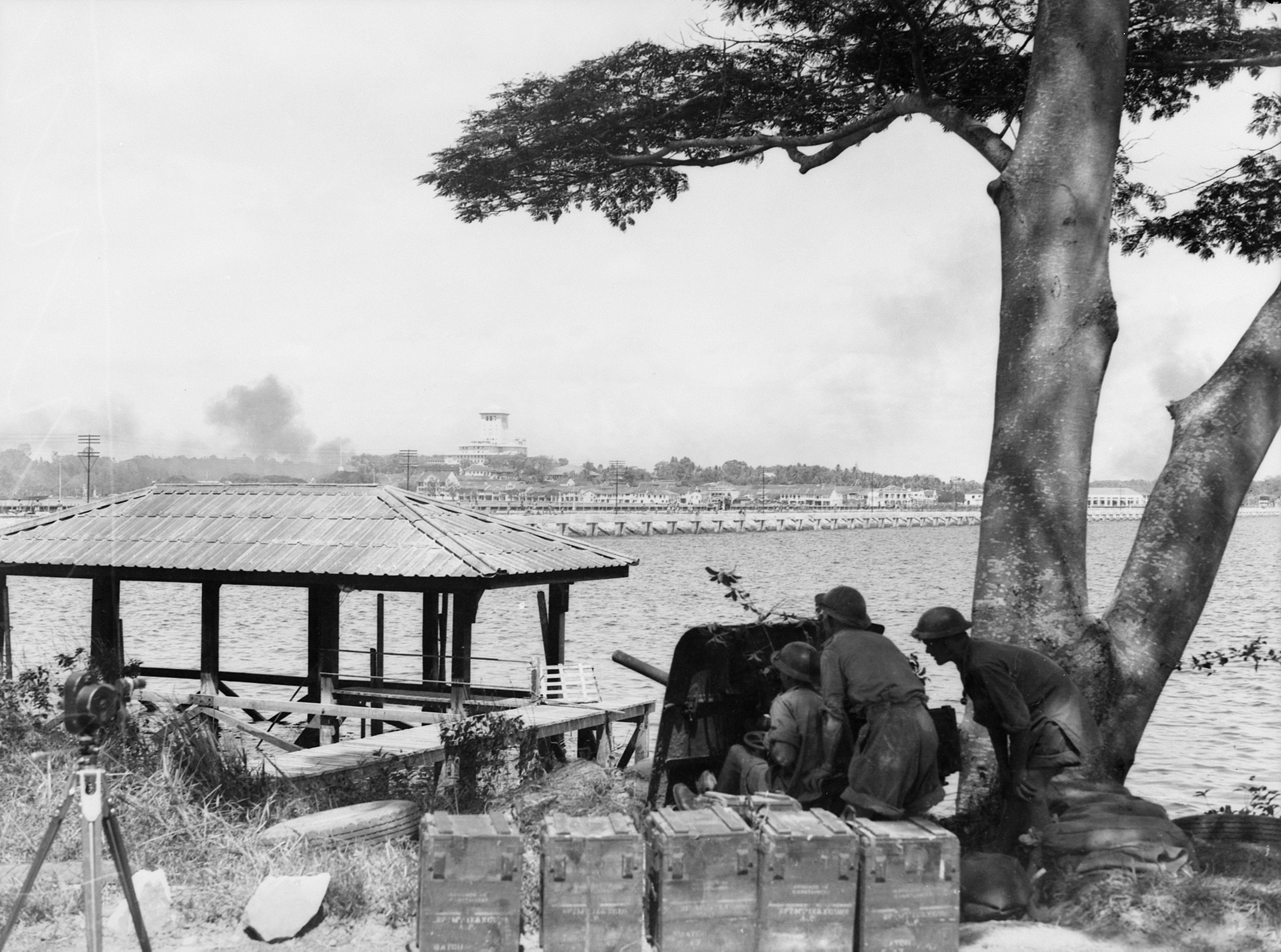
Die Besatzung einer australischen Panzerabwehrkanone am Johor-Singapore Causeway, 1. Februar 1942.

Die 8th Division und die ihr unterstellten Formationen der British Indian Army hatten die Aufgabe, Johor im südlichen Malaya zu verteidigen, und kam daher nicht vor Mitte Januar 1942 zu Feindberührung, als japanische Vorausabteilungen in die Provinz einmarschierten. Zu ersten größeren Kämpfen kam es während der Schlacht von Muar, als die japanische 25. Armee die Schwäche der 45th Indian Infantry Brigade ausnutzte und deren Stellungen an der Küste durchbrach und die stärkeren Einheiten der Commonwealth-Truppen umging. Trotz einiger kleinerer lokaler Erfolge konnten sie die japanischen Truppen maximal verlangsamen und mussten sich nach schweren Verlusten und wegen der Gefahr, von den eigenen Linien abgeschnitten zu werden, in der Nacht vom 30. auf den 31. Januar endgültig nach Singapur zurückziehen.
Nach dem Rückzug erhielt die 8th Division die Aufgabe, die nordwestliche Küste der Insel zu verteidigen. Als Folge der schweren Kämpfe in Johor hatten die meisten Einheiten der Division nur noch ihre halbe Mannstärke. Der Befehlshaber der Festung Singapur, Lieutenant General Arthur Percival vermutete den japanischen Angriff im Nordosten und stationierte daher die fast volle Mannstärke aufweisende britische 18th Infantry Division in diesem Sektor. Entgegen den Erwartungen griffen die Japaner am 8. Februar im Bereich der 8th Division an, die nach zwei Tagen heftiger Kämpfe ihre Positionen räumte. Sie war ebenfalls nicht in der Lage, eine weitere Landung am 9. Februar bei Kranji abzuwehren, und zog sich ins Zentrum der Insel zurück. Nach weiteren Kämpfen, die die Commonwealth-Truppen im städtischen Gebiet Singapurs zusammen drängten kapitulierte Percival mit seinen Truppen am 15. Februar. Insgesamt 14.972 Australier gingen nach der Kapitulation in Kriegsgefangenschaft. Einigen gelang die Flucht auf Schiffen, darunter auch Major General Bennett, den nach Kriegsende zwei Untersuchungsausschüsse für schuldig befanden, seinen Posten unrechtmäßigerweise verlassen zu haben. Der Verlust fast eines Viertels der außerhalb Australiens stationierten Soldaten und das Scheitern der Singapur-Strategie, unter deren Ägide die Entsendung der AIF nach Übersee stattgefunden hatte, versetzten dem Land einen starken Schock.

### Niederländisch-Indien und Rabaul
Während der Fokus des australischen Verteidigungsbeitrags gemäß der Singapur-Strategie in Südostasien in Malaya und Singapur lag besetzten kleinere Einheiten auch kleinere Inseln nördlich des australischen Festlands. Aufgabe dieser Truppen war es, die dortigen Flugfelder vor feindlicher Besetzung zu schützen, da von ihnen aus landgestützte Bomber den Kontinent angreifen konnten. Kleinere Abteilungen von Küstenbeobachtern im Bismarck-Archipel und auf den Salomonen sollten darüber hinaus über küstennahe japanische Operationen berichten.

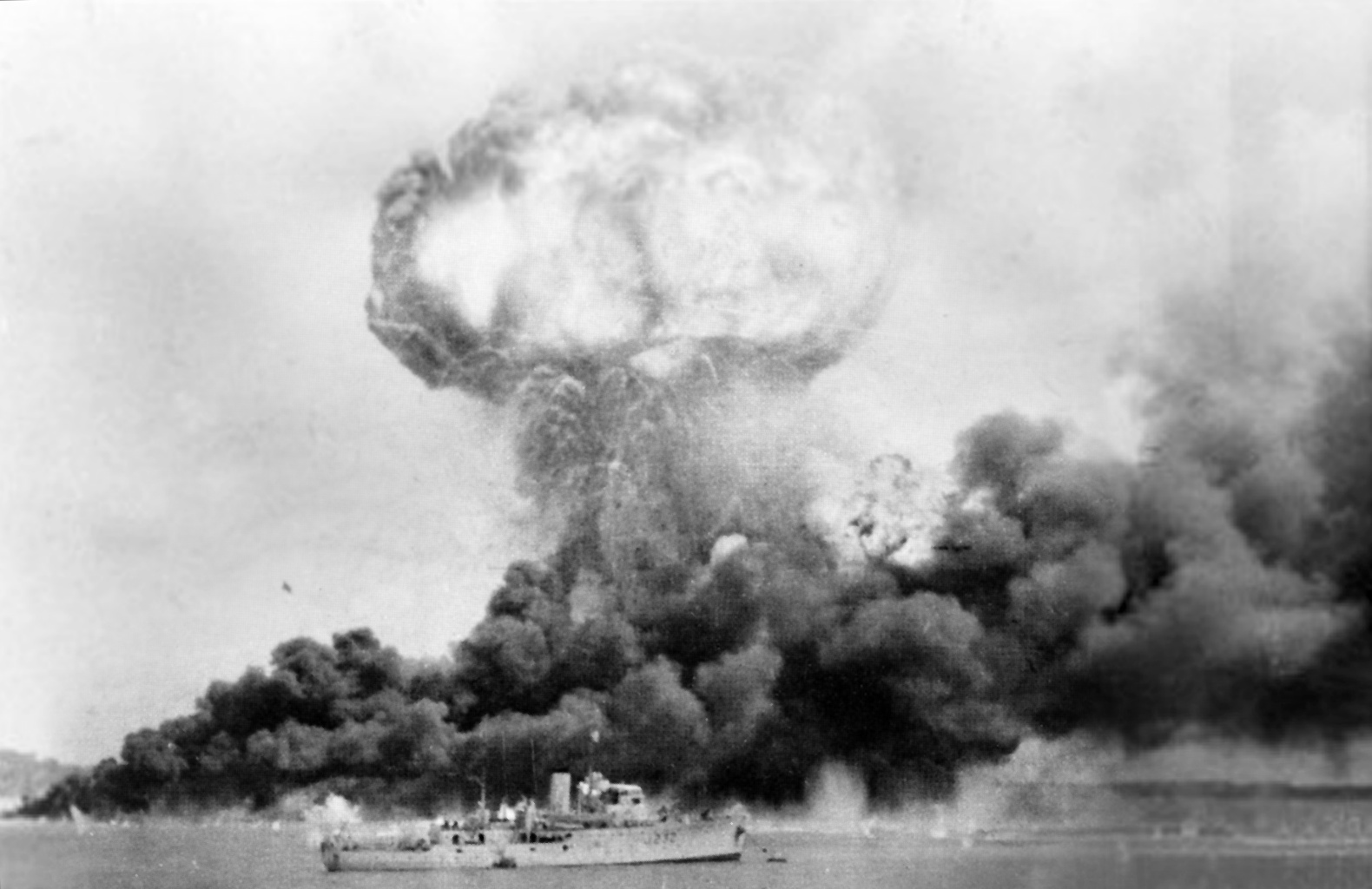
Ein Öllager in Darwin explodiert in Folge des ersten japanischen Luftangriffs auf die Stadt, 19. Februar 1942.

Zu Beginn des Pazifikkriegs wurde der strategisch wichtige Hafen von Rabaul auf Neubritannien von der Lark Force, bestehend aus einem Infanteriebataillon, Küstenartillerie und einer schlecht ausgerüsteten Bomberstaffel der RAAF, gehalten. Obwohl die Lark Force als für die effektive Verteidigung ungeeignet angesehen wurde, erfolgte bis zur Landung japanischer Truppen am 23. Januar 1942 keine Verstärkung. In der folgenden Schlacht um Rabaul kapitulierten die stark unterlegenen Australier schnell, und die meisten gingen in Kriegsgefangenschaft. Bereits am 4. Februar kam es zu einem Massaker, als japanische Truppen 130 Gefangene hinrichteten. Von den übrigen Angehörigen der Lark Force überlebten nur wenige den Krieg, da das Schiff, mit dem sie nach Japan transportiert werden sollten, am 1. Juli 1942 von einem amerikanischen U-Boot versenkt wurde.
Truppen der AIF wurden noch in den ersten Kriegswochen nach Niederländisch-Indien verlegt. Aufgefrischte Bataillone der 23rd Brigade verlegten nach Kupang in Westtimor und auf die Insel Ambon, um diese Gebiete gegen japanische Angriffe zu verteidigen. Eine unabhängige Kompanie besetzte unter Verletzung der portugiesischen Neutralität Dili, die Hauptstadt Portugiesisch-Timors. Ambon fiel am 3. Februar 1942 an japanische Truppen, die am 30. Januar gelandet waren. Im Verlauf des Februars wurden über 300 gefangene Australier von den Japanern in mehreren Wellen hingerichtet. Die Truppen in Kupang kapitulierten am 20. Februar, im ebenfalls von den Japanern besetzten portugiesischen Teil Timors entwickelte sich ein Guerillakrieg, da sich alliierte Truppen in den Dschungel schlugen und den Eroberern bis Februar 1943 Widerstand leisteten. Die HMAS Voyager und HMAS Armidale gingen im September und Dezember 1942 verloren, als sie Unterstützungseinsätze für die Kommandoeinheiten auf Timor fuhren.
Am 19. Februar 1942 griffen 242 land- und trägerstützte Flugzeuge Darwin an. Der Hafen der Stadt war zu dieser Zeit einer der wichtigsten alliierten Marinehäfen und diente als Umschlagplatz zur Verschickung von Truppen und Material nach Niederländisch-Indien. Der Angriff kostete 251 Personen das Leben, hauptsächlich nichtaustralischen Seeleuten, und richtete schwere Schäden an den Hafenanlagen und dem Luftstützpunkt der Stadt an.
Mehrere australische Kriegsschiffe und etwa 3000 Heeressoldaten und Flugzeuge verschiedener RAAF-Staffeln beteiligten sich an der erfolglosen Verteidigung Javas im März 1942. Die Perth fuhr in den Reihen des größten Schiffsverbands des American-British-Dutch-Australian Command (Amerikanisch-Britisch-Niederländisches Kommando, ABDACOM) und nahm mit diesem an der Schlacht in der Javasee teil, in der die Alliierten am 27. Februar erfolglos einen japanischen Truppenkonvoi abzufangen versuchten. Die Perth sank am 1. März, nachdem sie in der Schlacht in der Sundastraße gemeinsam mit dem amerikanischen Kreuzer Houston und dem niederländischen Zerstörer Evertsen auf einen weiteren japanischen Invasionsverband gestoßen war. Die Sloop Yarra wurde am 4. März, während sie Geleitschutz fuhr, vor der Südküste Javas bei einem Gefecht mit japanischen Kreuzern versenkt. Den in den Gewässern um Niederländisch-Indien verbliebenen australischen Kriegsschiffen, darunter dem leichten Kreuzer Hobart sowie mehreren Korvetten, gelang der Rückzug in sicherere Gebiete. Eine aus Teilen der 7th Division bestehende Heereseinheit war den Landstreitkräften von ABDACOM auf Java unterstellt. Sie kam nur vereinzelt zum Einsatz und kapitulierte am 12. März bei Bandung, nachdem die niederländischen Verbände auf der Insel damit begonnen hatten, sich zu ergeben. Flugzeuge der RAAF griffen von Plätzen auf Java und in Australien in die Kämpfe ein, und 160 Mann Bodenpersonal der No. 1 Squadron gerieten in Kriegsgefangenschaft.
Im Anschluss an die Eroberung Niederländisch-Indiens führte die zentrale japanische Trägerflotte einen Vorstoß in den Indischen Ozean durch. Die Flotte attackierte Ceylon Anfang April. Dabei ging die Vampire am 12. April vor Trincomalee verloren, während sie den Träger Hermes eskortierte, der ebenfalls durch japanische Trägerflugzeuge versenkt wurde. Die sich im Garnisonsdienst auf Ceylon befindlichen australischen Brigaden 16th und 17th kamen während der japanischen Operationen nicht in Feindberührung.

### Truppenaushebungen in Australien
Der rasche Verlust Singapurs schürte in der australischen Bevölkerung und in der Regierung die Furcht vor einer möglichen japanischen Invasion des australischen Festlands. Das Land und seine Streitkräfte waren auf eine solche Invasion nur schlecht vorbereitet, da es der RAAF an modernen Flugzeugen mangelte und die RAN als zu klein und in ihrer Struktur als zu unausgeglichen galt, um es mit der japanischen Marine aufzunehmen. Die Australian Army verfügte zusätzlich zwar über viele Truppen, die allerdings unerfahren und wenig mobil waren. Als Reaktion auf diese Fakten wurde der Großteil der AIF aus dem Mittelmeerraum zurückverlegt, und die australische Regierung bat die Vereinigten Staaten um Unterstützung. Der britische Premierminister Winston Churchill versuchte die sich in der Rückverlegung befindlichen Divisionen 6th und 7th nach Birma umzuleiten, was Curtin ablehnte. Als Kompromiss gingen die 16th und 17th Brigade der 6th Division auf Ceylon von Bord und bildeten einen Teil der Inselgarnison. Im August 1942 wurden sie in Richtung Australien abgezogen.

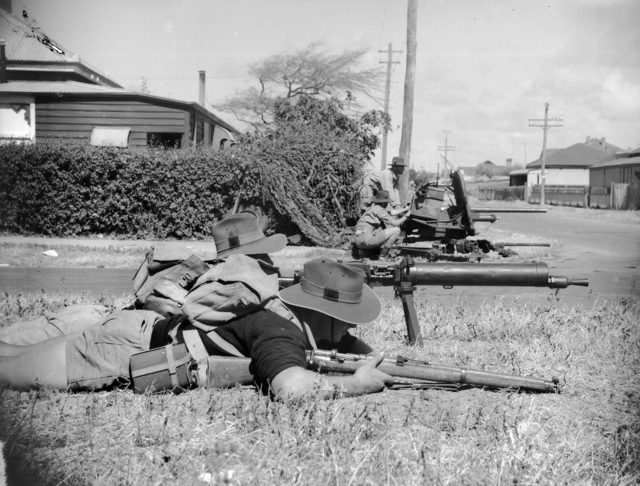
Australische Soldaten bei einer Verteidigungsübung. Geraldton, Oktober 1942

Die Gefahr einer Invasion führte zu einem starken Ausbau der australischen Streitkräfte. Bis Mitte 1942 verfügte das Heer über zehn Infanteriedivisionen, drei Panzerdivisionen und einige hunderte kleinere Einheiten. Die RAAF und die RAN wurden ebenfalls erheblich aufgerüstet, ihre jeweilige Höchststärke wurde allerdings erst in den folgenden Jahren erreicht. Aufgrund des hohen Personalbedarfs wurden die Einschränkungen, die nicht-europäischstämmige Australier vom Dienst in den Streitkräften ausschlossen, ab Ende 1941 nicht mehr angewandt. In der Folge schrieben sich etwa 3.000 Aborigines für den Dienst ein. Die meisten dieser neuen Rekruten wurden in bereits existierende Einheiten eingegliedert, es kam aber auch zur Aufstellung von Einheiten nach den Prinzipien der Rassentrennung wie dem Torres Strait Light Infantry Battalion (Leichtes Infanteriebataillon Torres-Straße). Tausende nicht für den regulären Dienst geeignete Australier meldeten sich freiwillig zum Dienst in Unterstützungsorganisationen wie dem Volunteer Defence Corps (Freiwilligen-Verteidigungskorps) und dem Volunteer Air Observers Corps (Freiwilligen-Luftbeobachterkorps), die sich in ihrer Organisation an der British Home Guard (Britische Heimatgarde) und dem Royal Observer Corps (Königliches Beobachterkorps) orientierten. Da die australische Bevölkerung nicht groß und die australische Industrie nicht entwickelt genug waren, um diese Streitkräfte dauerhaft zu unterhalten, wurde ihre Stärke nach dem Ende der akuten Invasionsbedrohung schrittweise bereits während des Krieges reduziert und von 73 geplanten Staffeln der RAAF wurden nur 53 wirklich aufgestellt.
Im Gegensatz zu den australischen Befürchtungen planten die japanischen Streitkräfte eine Invasion niemals ernsthaft. Das japanische Generalhauptquartier erwog eine solche Operation kurzzeitig im Februar 1942, verwarf sie aber wieder, da sie nach seiner Einschätzung über Japans militärischen Möglichkeiten lag. Die japanische Strategie sah ab März 1942 stattdessen vor, Australien von den Versorgungslinien aus den Vereinigten Staaten abzuschneiden. Zu diesem Zweck sollten Port Moresby auf Neuguinea, die Salomonen, Fidschi, Samoa und Neukaledonien erobert werden. Der japanische Plan erlitt mit der Niederlage in der Schlacht im Korallenmeer einen ersten Rückschlag und wurde nach der Niederlage in der Schlacht um Midway auf unbestimmte Zeit verschoben. Obwohl beide Schlachten eine Invasion zunehmend unwahrscheinlich werden ließen, warnte die australische Regierung bis Mitte 1943 offiziell vor deren Möglichkeit.

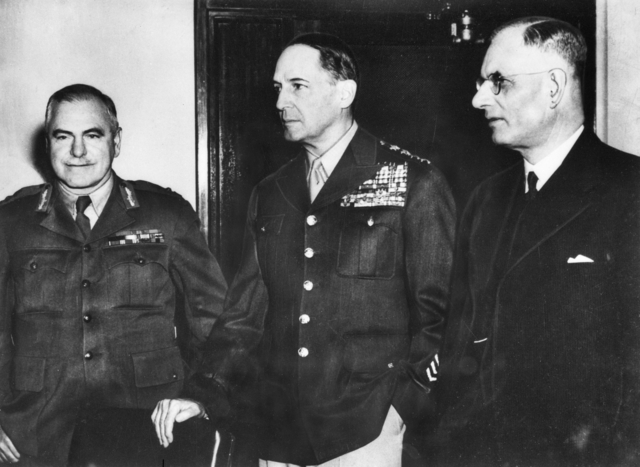
MacArthur (Mitte) mit Blamey (links) und Premierminister Curtin, 26. März 1942.

Der Zusammenbruch der britischen Macht im Pazifikraum führte dazu, dass Australien seine Außen- und Sicherheitspolitik verstärkt zu den Vereinigten Staaten hin orientierte. Im Februar 1942 kamen die Regierungen des Vereinigten Königreichs und der Vereinigten Staaten überein, dass Australien im strategischen Zuständigkeitsbereich der USA liegen sollte, und die ANZAC Force wurde zur Verteidigung des australischen Kontinents aufgestellt. Im März erreichte General Douglas MacArthur nach seiner Flucht von den Philippinen Australien und übernahm das Kommando über die Southwest Pacific Area (Südwestpazifischer Bereich, SWPA). Alle australischen Streitkräfte in diesem Bereich waren fortan dem Kommando MacArthurs unterstellt, und bis Kriegsende übernahm dieser die Rolle des wichtigsten militärischen Beraters der australischen Regierung von den australischen Stabschefs. Der australische General Thomas Blamey erhielt den Befehl über die Landstreitkräfte des Befehlsbereichs, MacArthur schloss die amerikanischen Kräfte hiervon allerdings aus. Er lehnte auch die Forderung des Chief of Staff of the United States Army George C. Marshall ab, Australier in leitenden Funktionen in seinem Hauptquartier einzusetzen. Trotz dieser Einschränkungen stellte sich die Partnerschaft zwischen Curtin und MacArthur als für Australien positiv heraus, da letzterer Unterstützungsforderungen der australischen gegenüber der amerikanischen Regierung durchsetzen konnte.
In den ersten Jahren des Pazifikkriegs stationierten die Vereinigten Staaten eine Vielzahl an Truppen in Australien. Die ersten Einheiten trafen Anfang 1942 ein, und fast eine Million Amerikaner waren während des Krieges im Land eingesetzt. Im Verlauf der Jahre 1942 und 1943 wurden viele amerikanische Militärstützpunkte in Nordaustralien errichtet, und bis zur Kapitulation Japans blieb es ein wichtiger Nachschubumschlagplatz. Trotz vereinzelten Zwischenfällen zwischen amerikanischen und australischen Soldaten galten die Militärbeziehungen als gut. Die australische Regierung genehmigte allerdings nur widerwillig die Stationierung afroamerikanischer Einheiten im Land.

### Kämpfe in Papua

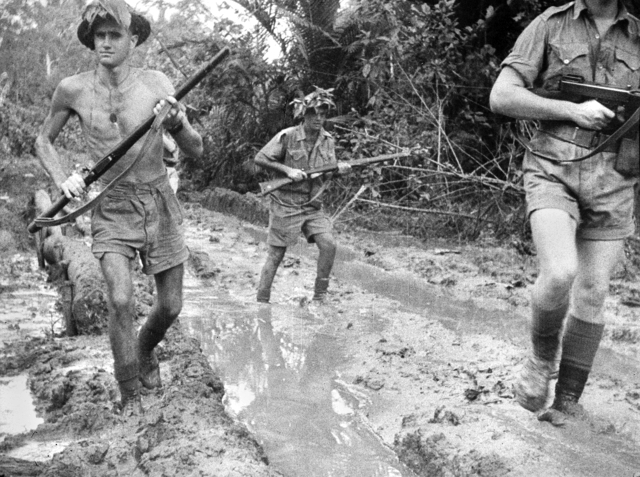
Australische Truppen an der Milne-Bucht, 1. Oktober 1942

Japanische Truppen landeten erstmals am 8. März 1942 bei Salamaua und Lae auf Neuguinea, um Stützpunkte zu erobern, von denen aus sie ihre im Entstehen begriffene, wichtige Basis in Rabaul sichern konnten. Australische Guerillakämpfer der New Guinea Volunteer Rifles (Neuguineische Freiwilligenschützen) richteten rund um die japanischen Brückenköpfe geheime Beobachtungsposten ein, und ein Kommandounternehmen überfiel am 29. Juni den japanischen Stützpunkt in Salamaua.
Nachdem die Niederlage in der Schlacht im Korallenmeer die japanischen Pläne durchkreuzt hatte, Port Moresby durch eine amphibische Landung einzunehmen, landeten die Japaner Truppen bei Buna im Norden des Territorium Papua an. Diese sollten entlang dem Kokoda Track das Owen-Stanley-Gebirge überqueren und Port Moresby von Land aus einnehmen. Die Schlacht am Kokoda Track begann am 22. Juli, als die Japaner ihren Vormarsch begannen und dabei auf die schlecht vorbereitete australische Maroubra Force trafen. Diese konnte den japanischen Vormarsch lediglich verzögern und nicht wie geplant gänzlich aufhalten. Am 26. August verstärkten zwei Bataillone der 7th Division die Reste der Maroubra Force. Auch diesen Verstärkungen gelang es nicht, die Japaner aufzuhalten, die am 16. September das Dorf Ioribaiwa nahe Port Moresby besetzten. Versorgungsengpässe und die Furcht vor einer alliierten Landung bei Buna, die sie im Inneren Neuguineas einschließen würde, führten schlussendlich zum Rückzug der Japaner. Australische Truppen verfolgten sie entlang dem Kokoda Track und schlossen sie Anfang November in einem kleinen Brückenkopf an der Nordküste ein. Die australischen Operationen wurden dabei von Einheimischen unterstützt, die häufig von der Australian New Guinea Administrative Unit als Träger zwangsrekrutiert wurden. Die RAAF und USAAF griffen ebenfalls intensiv in die Kämpfe ein, indem sie Nachschub per Fallschirm abwarfen und die japanischen Truppen angriffen.

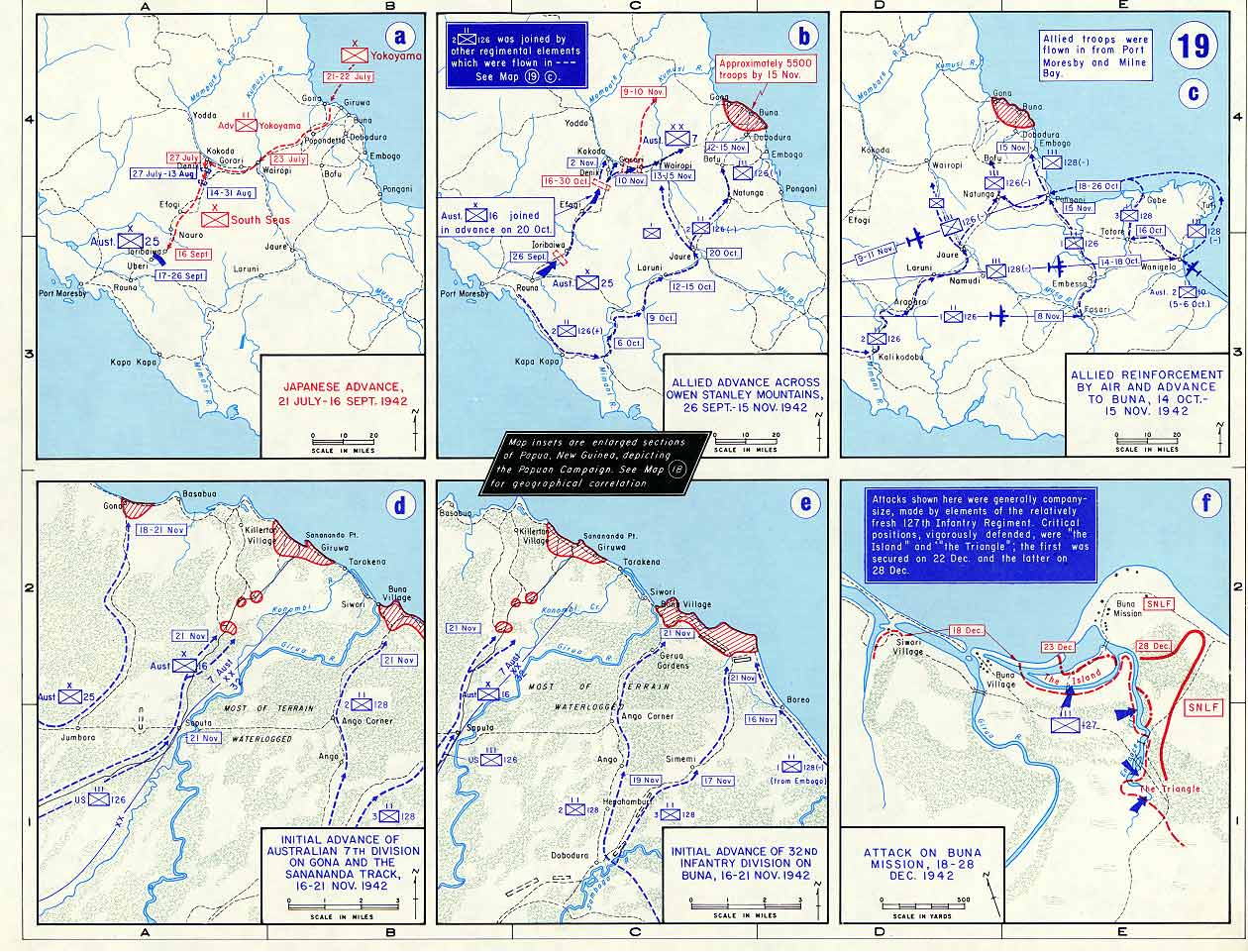
Karten der Schlachten am Kokoda Track und um Buna-Gona

Im August 1942 wehrten australische Truppen einen Angriff auf die strategisch wichtige Milne-Bucht ab. Während der Schlacht um die Bucht zerschlugen zwei australische Brigaden, genannt Milne Force, gemeinsam mit zwei Jagdstaffeln der RAAF eine zahlenmäßig schwächere Einheit japanischer Marineinfanterie. Die Schlacht stellte die erste des Krieges dar, in der es alliierten Truppen gelang, eine größere japanische Einheit in einer Landschlacht zu besiegen.
Ende November 1942 griffen amerikanische und australische Verbände den japanischen Brückenkopf bei Buna-Gona an. Die Kämpfe zogen sich bis in den Januar 1943 hin, bevor die Alliierten siegten. Ihre Truppen bestanden aus der abgekämpften australischen 7th Division und der unerfahrenen und schlecht ausgerüsteten amerikanischen 32nd Infantry Division und verfügten über nur wenig Artillerie und mangelhaften Nachschub. Ein Mangel an schweren Waffen und dem durch MacArthur und Blamey gesetzten Fokus auf einen schnellen Vormarsch bestand die alliierte Taktik aus wiederholten Infanterieangriffen auf befestigte japanische Stellungen. Weil diese Angriffe schlecht vorbereitet waren, verursachten sie schwere Verluste und verzögerten die Kämpfe bis zum 22. Januar. Die meisten während der Kämpfe im Papua-Territorium in Gefangenschaft geratenen Australier wurden durch die Japaner hingerichtet. Dies führte zu einer Brutalisierung der Kriegsführung die dazu führte, dass die australischen Truppen ihrerseits nicht mehr versuchten, Gefangene zu machen, und solche vereinzelt ebenfalls hinrichteten.

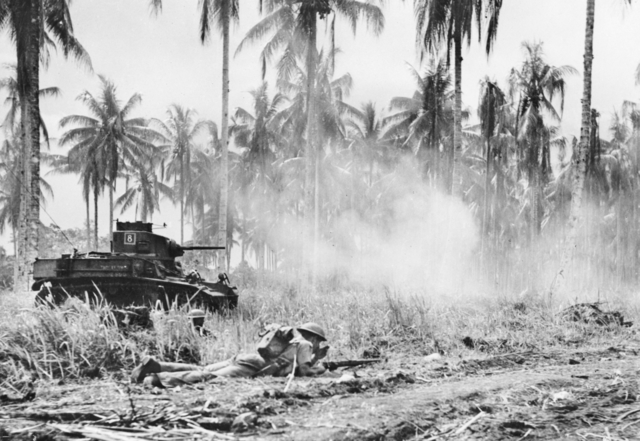
Ein australischer M3 Panzer und Infanterie im Einsatz bei Buna, 2. Januar 1943.

Nach den Niederlagen in Papua und auf Guadalcanal zogen die Japaner sich auf Verteidigungspositionen im Territorium Neuguinea zurück. Zur Sicherung ihrer wichtigen Stützpunkte in Lae und Salamaua versuchten sie im Januar 1943 den Ort Wau zu erobern. Eilig eingeflogene Verstärkungen konnten den Angriff nach schweren Kämpfen noch am Rand der Siedlung abwehren. Am 4. Februar begann ein allgemeiner japanischer Rückzug auf die Küste. Ein Konvoi zur Verstärkung der Truppen in Lae wurde während der Schlacht in der Bismarcksee von Flugzeugen der RAAF und der USAAF zerschlagen, wobei etwa 3000 Mann ums Leben kamen.
Die Kämpfe in Papua führten zu erheblichen Reformen bezüglich der Zusammensetzung der Australian Army. Während der Operationen behinderte die Einschränkung, Angehörige der CMF nicht außerhalb Australiens einzusetzen, die taktische Planung erheblich und führte zu Spannungen zwischen der Führung der AIF und der CMF. Ende 1942 und Anfang 1943 gelang es Curtin, die innerparteiliche Opposition gegen die Ausweitung des Einsatzgebietes von Wehrpflichtigen zu überwinden, und im Januar 1943 wurde der Defence (Citizen Military Forces) Act 1943 verabschiedet, der diesen Einsatzradius auf fast den gesamten Südwestpazifik ausweitete. Trotz der nun gegebenen legislativen Genehmigung diente die 11th Brigade als einzige CMF-Formation außerhalb Australiens, als sie 1943 und 1944 als Teil der Merauke Force in Niederländisch-Indien kämpfte.

### Angriffe auf die australische Schifffahrt

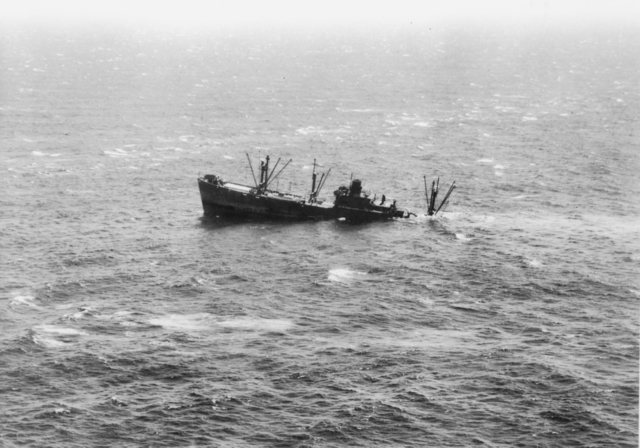
Ein Liberty-Frachter sinkt vor Port Macquarie, nachdem er von dem japanischen U-Boot I-21 torpediert worden war, 10. Februar 1943.

Die japanischen Bemühungen, Neuguinea zu sichern, gingen mit einer verstärkten U-Boot-Offensive gegen die alliierten Schifffahrtswege zwischen Amerika und Australien sowie zwischen Australien und Neuguinea einher. Bereits 1940 und 1941 hatten insgesamt fünf deutsche Hilfskreuzer den Schiffsverkehr in australischen Gewässern gestört. Sie konnten die australische Schifffahrt zwar nicht erfolgreich stören, allerdings gelang es dem Hilfskreuzer Kormoran im November 1941, den Leichten Kreuzer HMAS Sydney mit seiner gesamten Besatzung von 641 Mann vor der Küste Westaustraliens zu versenken.
Nach den ersten Niederlagen der japanischen Großkampfschiffverbände konzentrierte die japanische Marine sich darauf, U-Boote einzusetzen, um die Nachschubrouten vor der australischen Ostküste zu stören. Diese Einsätze begannen mit einem fehlgeschlagenen Angriff mit Kleinst-U-Booten auf den Hafen von Sydney am 31. Mai 1942. Im Anschluss operierten japanische U-Boote bis August vor der australischen Ostküste und konnten dabei acht Handelsschiffe versenken. Zwischen Januar und Juni 1943 operierten sie erneut vor der australischen Ostküste und versenkten 15 Schiffe, darunter das Lazarettschiff AHS Centaur, wobei 268 Menschen starben. Nach dem Juni 1943 zogen die Japaner ihre U-Boote zur Abwehr der inzwischen eingesetzten alliierten Offensivoperationen ab und schickten sie im weiteren Kriegsverlauf nicht mehr in australische Gewässer. Mit U 862 operierte während des Krieges ein einzelnes deutsches U-Boot im Pazifik und kreuzte im Dezember 1944 und Januar 1945 vor Australien und Neuseeland, wobei es zwei Schiffe versenkte. Anschließend kehrte es in den Hafen des japanisch besetzten Batavia zurück.
Bedeutende militärische Ressourcen sowohl der australischen als auch anderer alliierter Streitkräfte wurden aufgewandt, um die Schifffahrt und Häfen vor feindlichen Kriegsschiffen zu schützen. So eskortierten Schiffe der RAN im Kriegsverlauf mehr als 1.100 Konvois und das Heer errichtete und bemannte umfangreiche Küstenbefestigungen rund um strategisch bedeutende Häfen. Darüber hinaus flogen viele Staffeln der RAAF regelmäßig Geleitschutz. Dieser Einsatz von Mitteln zum Schutz des Schiffsverkehrs hatte trotz seines Umfangs keinen ernstzunehmenden Einfluss auf die australische Wirtschaftskraft und die offensiven alliierten Kriegsanstrengungen.

### Offensiven in Neuguinea

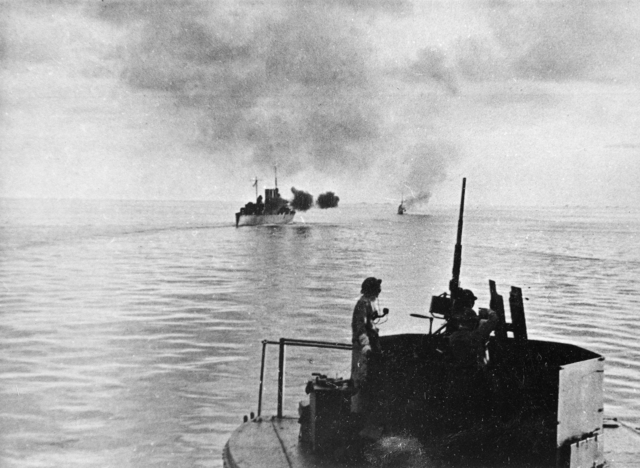
HMAS Australia und HMAS Arunta beschießen japanische Positionen bei Kap Gloucester, 26. Dezember 1943.

Nachdem die japanischen Offensiven sich festgelaufen hatten, begannen die Alliierten in der SWPA ab Mitte 1943 mit der Gegenoffensive. Australische Truppen spielten bei der Operation Cartwheel genannten Offensive eine Schlüsselrolle. General Blamey koordinierte eine Reihe erfolgreicher Unternehmungen im nordöstlichen Neuguinea, welche später als Höhepunkt des australischen operativen Führens während des Krieges betrachtet wurden.
Nach der erfolgreichen Verteidigung Waus begann die 3rd Division im April 1943 den Vormarsch auf Salamaua. Das Vorrücken an diesem Frontabschnitt diente als Ablenkungsmanöver, um japanische Truppen vom eigentlichen Hauptziel der Operation Cartwheel, dem Ort Lae zu ziehen. Ende Juni landeten amerikanische Truppen in der Nassau-Bucht, um die 3rd Division zu verstärken. Die Kämpfe um Salamaua zogen sich trotz der Verstärkung noch bis zum 11. September hin, als es den Alliierten gelang, die Japaner aus dem Ort zu vertreiben.

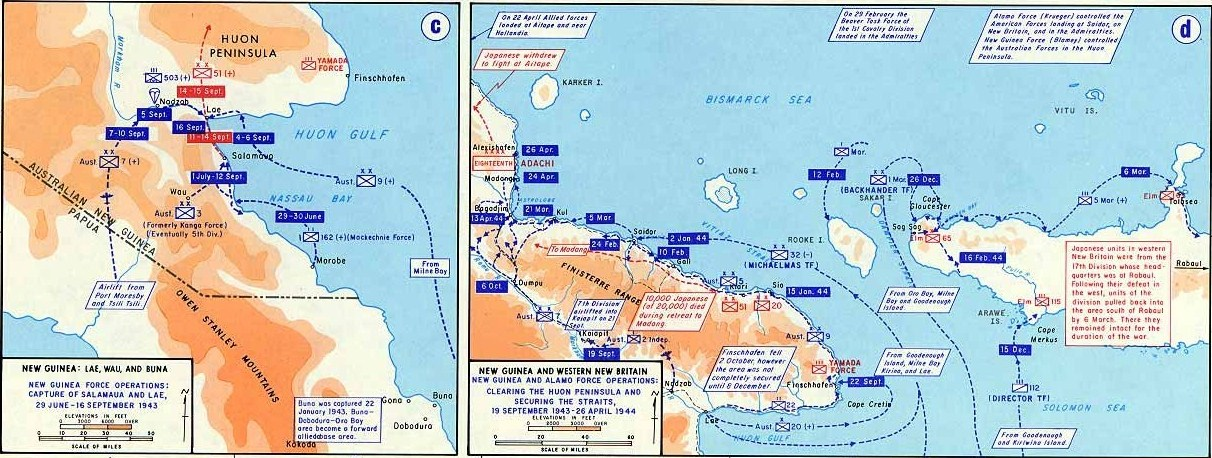
Karten der Operation Cartwheel auf Neuguinea und Neubritannien

Anfang September führten australisch geführte Truppen einen Zangenangriff auf Lae aus. Am 4. September landete die 9th Division östlich des Ortes und rückte darauf vor. Am folgenden Tag luftlandete ein amerikanisches Infanterieregiment bei Nadzab, westlich der Stadt und sicherten das dortige Flugfeld, über welches die 7th Division eingeflogen wurde. Beim folgenden Vormarsch stieß die 7th Division als erstes in den Ort vor und sicherte ihn am 15. September. Trotz schwerer Verluste gelang es den in die Kämpfe involvierten japanischen Truppen, sich nach Norden zurückzuziehen.
Nach der Sicherung Laes erhielt die 9th Division den Auftrag, die Huon-Halbinsel zu säubern. Die 20th Brigade landete zu diesem Zweck am 22. September 1943 bei Finschhafen und sicherte den strategisch wichtigen Hafen des Ortes. Als Reaktion begannen die Japaner die 20. Division über Land in Richtung Finschhafen zu verlegen. Um den erwarteten Angriff abzuwehren, wurde die 20th Brigade um die restlichen Einheiten der 9th Division verstärkt. Ab Mitte Oktober kam es zu schweren Kämpfen um den Ort, welche die Australier für sich entscheiden konnten. In der zweiten Novemberhälfte gelang es ihnen darüber hinaus, die schwer befestigten Hügel im Hinterland Finschhafens zu erobern. Die Japaner zogen sich nach der erneuten Niederlage entlang der Küste zurück und wurden dabei kämpfend verfolgt von der 9th Division und der 4th Brigade. Zum Ende der Kämpfe hin gelang es australischen Pionieren, sämtliche Verschlüsselungshandbücher der 20. Division zu sichern, die diese auf ihrem Rückzug vergraben hatte. Dieser Fund stellte einen enormen nachrichtendienstlichen Erfolg dar, da es nun möglich war, den gesamten Funkverkehr des japanischen Heeres mitzuhören und so auf dem Vormarsch besonders stark befestigte Positionen und Inseln zu umgehen.
Während die 9th Division die Küstenregion der Huon-Halbinsel sicherte, ging die 7th Division gegen feindliche Kräfte im Finisterre-Gebirge vor. Die Schlacht im Finisterre-Gebirge begann mit der Luftlandung einer australischen Kompanie am 17. September im Markham-Tal. Die Kompanie vertrieb japanische Truppen aus Kaiapit und sicherte das dortige Flugfeld, auf welchem die 21st und die 25th Brigade eingeflogen wurden. Durch aggressiv vorgetragene Patrouillen sicherten sie im Anschluss in schwierigem Gelände ein größeres Gebiet, bevor im Januar 1944 die strategisch wichtigen japanischen Positionen am Gebirgskamm Shaggy Ridge angegriffen wurden. Ende Januar zogen die Japaner sich nach wiederholten Luftangriffen der RAAF von ihren Positionen und aus dem gesamten Finisterre-Gebirge zurück. Am 21. April trafen die Australier auf im Januar bei Saidor gelandeten amerikanischen Truppen und sicherten gemeinsam mit diesen am 24. April Madang.
Parallel zu den Heeresoperationen auf Neuguinea führten RAN und RAAF offensive Unternehmungen in den Salomonen durch. Die dortigen Operationen hatten im August 1942 begonnen, als die schweren Kreuzer Australia und Canberra die amerikanische Landung auf Guadalcanal unterstützten. In der auf die Landung folgenden Nacht ging die Canberra in der Schlacht vor Savo Island durch Feindbeschuss verloren, woraufhin die RAN im weiteren Verlauf der Schlacht um Guadalcanal nicht mehr eingriff. Im Verlauf der Jahre 1943 und 1944 unterstützten Flugzeuge der RAAF wiederholt amerikanische Landungen, und eine ihrer Fernaufklärungseinheiten nahm an der Schlacht um Arawe teil. Die Kreuzer Australia und Shropshire sowie die Zerstörer Arunta und Warramunga gaben während der Schlachten um Kap Gloucester und die Admiralitätsinseln Ende 1943 und Anfang 1944 Feuerunterstützung für die amerikanischen Landungstruppen. Bei den Landungen bei Kap Gloucester kam darüber hinaus erstmals das amphibische Transportschiff Westralia zum Einsatz.

### Luftkrieg über Nordaustralien

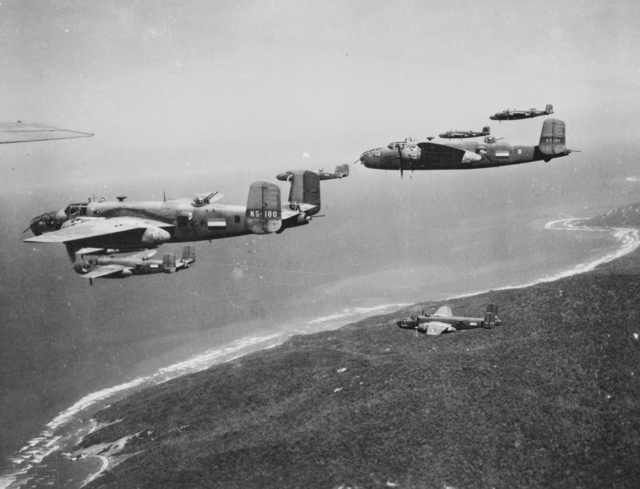
North American B-25 Bomber der No. 18 (Netherlands East Indies) Squadron nahe Darwin, etwa 1943.

Ein japanischer Luftangriff auf Darwin im Februar 1942 markierte den Beginn des Luftkriegs über dem nördlichen Australien und dem japanisch besetzten Niederländisch-Indien. Der japanische Angriff führte zur hastigen Verlegung von Jagdstaffeln in die Region sowie zur Verstärkung der Northern Territory Force der Australian Army, um eine mögliche Invasion abwehren zu können. Angriffe von australischen Luftverbänden auf japanische Positionen in Niederländisch-Indien führten zu wiederholten Luftschlägen gegen Darwin und dortige Flugfelder in den Jahren 1942 und 1943, die allerdings nur selten ernsthafte Schäden anrichteten. Zur Abwehr der Angriffe standen amerikanische, australische und britische Jagdverbände zur Verfügung. Die zunehmende Verbesserung der Abwehreinrichtungen um Darwin sorgte unter den Japanern für steigende Verluste. In derselben Zeit führten die japanischen Streitkräfte auch einige wenige erfolglose Luftangriffe in Queensland und Westaustralien durch.
Während die japanischen Luftangriffe auf Australien Ende 1943 aufhörten, führten die Alliierten bis Kriegsende von ihren dortigen Stützpunkten Operationen durch. Ende 1942 griffen sie besonders Feindstellungen auf Timor an um den dortigen australischen Guerillakrieg zu unterstützen. Ab Anfang 1943 flogen schwere amerikanische Bomber gegen Ziele im östlichen Niederländisch-Indien. Ab Juni 1943 intensivierten amerikanische, australische und niederländische Verbände diesen Luftkrieg, um die Japaner zum Abzug von Truppen aus den Salomonen und von Neuguinea zu bewegen. Diese Angriffe wurden bis Kriegsende fortgesetzt, wobei ab Ende 1944 australische, mit Consolidated B-24 ausgerüstete Bomberstaffeln die amerikanischen ersetzten. Flugboote vom Typ Consolidated PBY legten ab 1944 Seeminen auf vielen wichtigen Schifffahrtsrouten in Südostasien.

### Vormarsch auf die Philippinen
Im Verlauf des Jahres 1944 nahm die Bedeutung der australischen Streitkräfte im Südwestpazifik zunehmend ab. In der zweiten Jahreshälfte 1943 hatte die australische Regierung, in Übereinkunft mit MacArthur beschlossen, die Stärke der Streitkräfte zu reduzieren, um Personalressourcen für die Kriegsindustrie frei zu machen. Diese stellte einen wichtigen Faktor für die Versorgung der amerikanischen und britischen Kräfte im Pazifikraum dar. Australien änderte den Schwerpunkt seiner Kriegsbemühungen damit von einem starken eigenen Kampfbeitrag hin zur Versorgung seiner Alliierten im Krieg gegen Japan mit Nahrungsmitteln und anderen strategischen Versorgungsgütern. Als Konsequenz aus dieser Entscheidung wurde die Offensivkomponente der Australian Army auf sechs Infanteriedivisionen (drei der AIF und drei der CMF) und zwei Panzerbrigaden festgesetzt. Die Größe der RAAF wurde bei 53 aktiven Staffeln gedeckelt, und die RAN wurde nur noch um die zum Zeitpunkt bereits in Bau und Planung befindlichen Schiffe verstärkt. Anfang 1944 wurden alle bis auf zwei Heeresdivisionen in die Atherton Tablelands im Norden Queenslands verlegt, um sie aufzufrischen und auszubilden. Im weiteren Verlauf des Jahres wurden auf Neuguinea mehrere Bataillone aus einheimischen Mannschaften und australischen Offizieren aufgestellt und im November im Pacific Islands Regiment zusammengefasst. Sie sollten dabei im selben Zeitraum aufgelöste australische Bataillone ersetzen und kamen bis Kriegsende zu wiederholten Kampfeinsätzen auf Neuguinea.

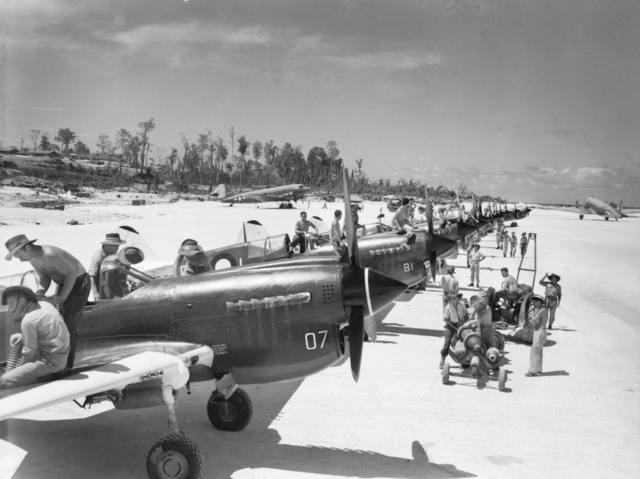
Flugzeuge der No. 80 Squadron RAAF werden auf dem Kamiri Airstrip, Numfor aufmunitioniert, 10. November 1944.

Nach der Rückeroberung des Großteils Australisch-Neuguineas nahmen Einheiten von RAAF und RAN an der amerikanisch geführten Schlacht um Westneuguinea teil. Ziel war es, das Gebiet zu sichern und als Sprungbrett zu den Philippinen zu nutzen. Australische Kriegsschiffe und sowohl Flieger- als auch Pioniereinheiten der No. 10 Operational Group RAAF nahmen an der Eroberung von Hollandia, Biak, Numfor und Morotai teil. Nach der Sicherung Westneuguineas erfolgte die Umbenennung der No. 10 Operational Group in No. 1 Tactical Air Force (1. Taktische Luftflotte; 1TAF), die fortan die Flanke des alliierten Vormarschs durch Angriffe auf japanische Positionen in Niederländisch-Indien deckte. Unverhältnismäßig hohe Verluste bei diesen als strategisch unwichtig empfundenen Missionen führten zu einem Einbruch der Truppenmoral und zur sogenannten Morotai-Meuterei im April 1945.
Teile von RAAF und RAN nahmen auch an der Rückeroberung der Philippinen teil. Die Transportschiffe HMAS Kanimbla, HMAS Manoora und HMAS Westralia sowie eine Reihe kleinerer Schiffe nahmen an der amerikanischen Landung im Golf von Leyte am 20. Oktober 1944 teil. Einige australische Historiker vertreten die Ansicht, dass die ebenfalls in der Region kreuzende HMAS Australia am 21. Oktober das erste Schiff war, das durch Kamikaze-Flieger der Shimpū Tokkōtai attackiert wurde. Der amerikanische Historiker Samuel Eliot Morison stellt dies jedoch in Zweifel. Die Australia nahm gemeinsam mit anderen australischen Schiffen an der See- und Luftschlacht im Golf von Leyte teil, wobei die Arunta und die Shropshire am 25. Oktober in ein Feuergefecht mit japanischen Schiffen in der Surigaostraße verwickelt wurden. Im Januar 1945 deckten Schiffe der RAN die alliierte Landung im Golf von Lingayen, wobei die Australia von insgesamt fünf Kamikaze getroffen wurde und 44 Mann ihrer Besatzung verlor. Die Treffer beschädigten sie so schwer, dass sie sich zurückziehen und für Reparaturarbeiten eine Werft anlaufen musste. Nachschubkonvois der US Navy wurden während der Kämpfe auf den Philippinen regelmäßig von australischen Schiffen eskortiert. Eine Pionier- und eine Fernmeldeeinheit der RAAF landeten zur Unterstützung der amerikanischen Truppen auf den Philippinen und die 1TAF griff wiederholt Ziele im Süden des Archipels an.
Bei mehreren Gelegenheiten bot die australische Regierung MacArthur an, das I Corps zur Unterstützung der Kämpfe nach Leyte und Luzon zu entsenden, worauf dieser nicht reagierte. Die relative Inaktivität der Australian Army im Jahr 1944 führte in der australischen Öffentlichkeit zu Diskussionen, ob die AIF demobilisiert werden sollte, wenn sie nicht für offensive Operationen benötigt würde. Die öffentlichen Diskussionen führten dazu, dass die Regierung intensiv nach neuen Operationsfeldern für das Heer suchte.

### Feindausräumung in Neuguinea und auf den Salomonen

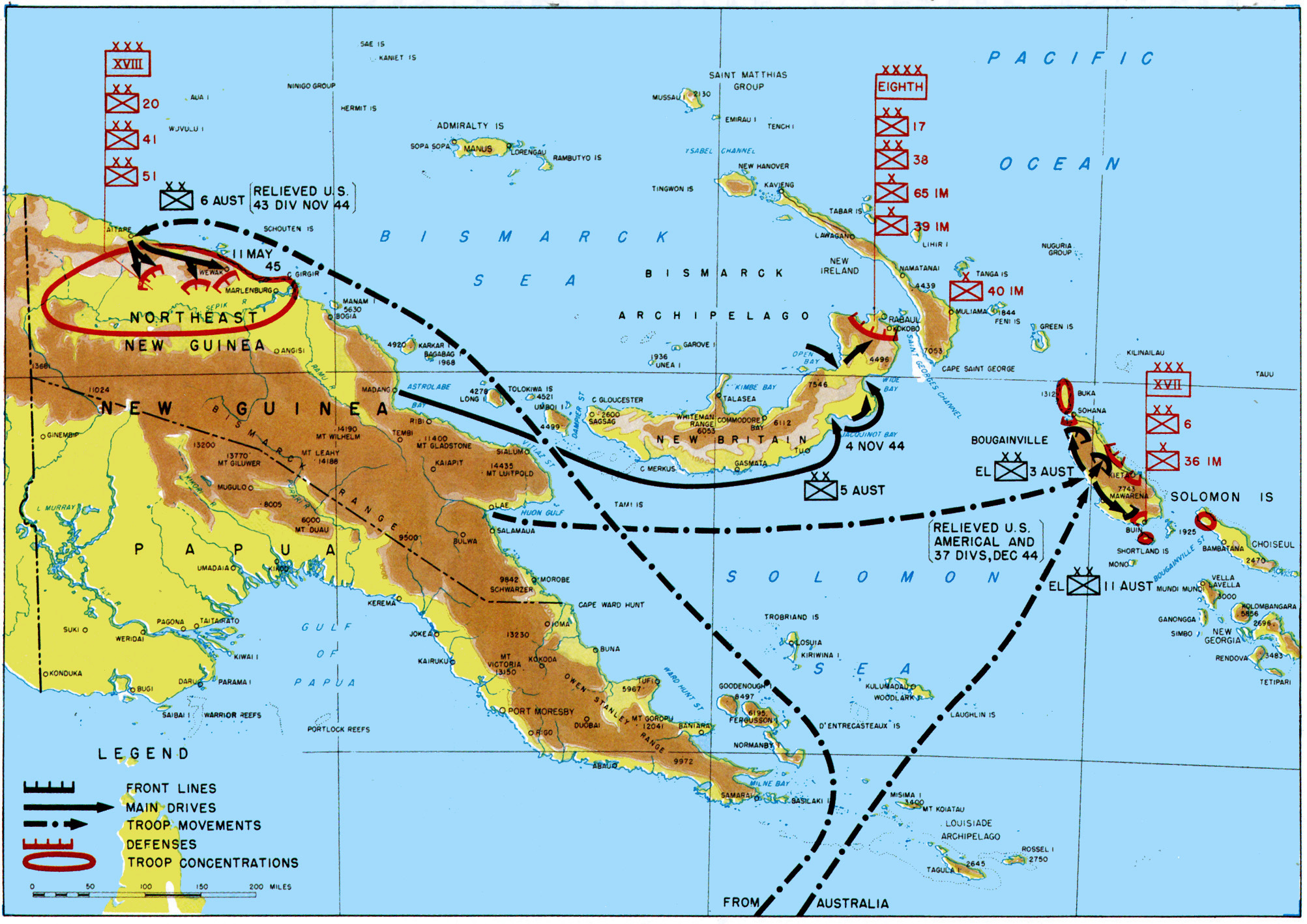
Operationskarte australischer (schwarz) und japanischer (rot) Verbände auf Neuguinea und den Salomonen Ende 1944

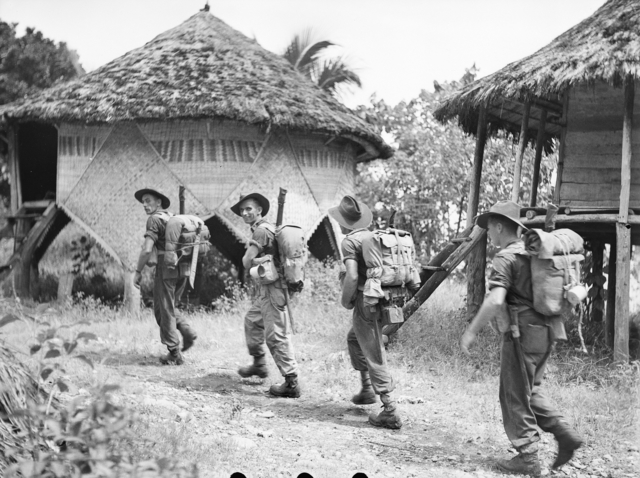
Infanteristen nach ihrer Landung an der Wide Bay auf der Gazelle-Halbinsel, 16. Januar 1945.

Die australische Regierung stellte Ende 1944 zwölf Brigaden zur Verfügung, um sechs zu Verteidigungszwecken auf Bougainville, Neubritannien und im Gebiet von Aitape-Wewak auf Neuguinea stationierte Divisionen der US Army abzulösen. Die australischen Einheiten gingen dazu über, die von den amerikanischen Divisionen errichteten statischen Verteidigungslinien aufzulösen und neue Offensivoperationen gegen die noch verbliebenen japanischen Kräfte vorzutragen. Die Sinnhaftigkeit dieser Kämpfe wurde bereits damals und wird auch heute (Stand 2013) noch kontrovers diskutiert. Die australische Regierung befahl sie aus hauptsächlich politischen Gründen. Sie ging dabei davon aus, dass ein fortwährender australischer Kampfbeitrag den Einfluss auf die nach dem Krieg folgenden Friedenskonferenzen und allgemein in der Region erhöhen werde. Kritiker werfen ihr vor, unnötig gehandelt und die Leben australischer Soldaten weggeworfen zu haben, da die entsprechenden japanischen Einheiten bereits isoliert waren und keinen Einfluss auf den Kriegsausgang mehr nehmen konnten.
Die 5th Division ersetzte im Oktober und November die amerikanische 40th Infantry Division auf Neubritannien und führte deren Kämpfe zur Sicherung alliierter Basen und dem Zurückdrängen der Japaner auf Rabaul fort. Ende November errichteten ihre Truppen nahe an den japanischen Verteidigungslinien liegende Stützpunkte und begannen mit Unterstützung des Allied Intelligence Bureau aggressive Vorstöße gegen diese. Anfang Januar 1945 folgten amphibische Landungen in zwei Buchten an der Basis der Gazelle-Halbinsel und die Zerschlagung der schwachen japanischen Besatzungen in dem Gebiet. Bis April wurden die Japaner in befestigte Positionen auf der Halbinsel zurückgedrängt. Die 5th Division hatte bei den Kämpfen Verluste in Form von 53 Toten und 140 Verwundeten. Nach Kriegsende kam heraus, dass die japanischen Kräfte auf der Insel 93.000 Mann stark waren, ein mehrfaches der von der alliierten Aufklärung erwarteten 38.000 Soldaten.
Das II Corps übernahm Kämpfe auf Bougainville vom amerikanischen XIV Corps, das es zwischen Oktober und Dezember 1944 ersetzte. Das Korps bestand aus der 3rd Division, der 11th Brigade und dem Fiji Infantry Regiment auf Bougainville und der 23rd Brigade, die kleinere Nachbarinseln besetzte. Unterstützung aus der Luft kam von der RAAF, der Royal New Zealand Air Force (RNZAF) und Fliegereinheiten des United States Marine Corps. Während die Amerikaner vorher auch auf Bougainville defensive Positionen eingerichtet hatten, gingen die Australier wie bereits auf Neubritannien nach der Übernahme des Gebiets zur Offensive über, um die japanischen Streitkräfte auf der Insel vollständig zu zerschlagen. Das Kernziel bildete dabei die japanische Basis bei Buin im Süden der Insel, und ab Mai 1945 wurden die Kämpfe im Norden und im Zentrum weitestgehend eingestellt. Die Kämpfe hielten bis Kriegsende an, große japanische Verbände konnten sich bis da hin in Buin und im Norden halten.
Die 6th Division erhielt die Aufgabe, die japanische 18. Armee auf Neuguinea zu zerschlagen, die den letzten feindlichen Großverband in Australisch-Neuguinea darstellte. Die um Einheiten der CMF verstärkte Division traf ab Oktober 1944 in Aitape ein. Zusätzlich unterstützten einige Staffeln der RAAF und einzelne Schiffe der RAN die Kämpfe. Ende 1944 begann ein australischer Zangenangriff auf Wewak. Die 17th Brigade stieß durch das zentrale Torricelli-Gebirge vor, während die restliche Division an der Küste vorrückte. Trotz starker Verluste durch Nahrungsmangel, Krankheit und vorherige Schlachten leistete die 18. Armee hartnäckigen Widerstand. Schlechtes Wetter und Versorgungsschwierigkeiten behinderten das Vorankommen der Division zusätzlich. Das Küstengebiet konnte so erst im Mai 1945 gesichert werden, nachdem eine kleine Truppe östlich von Wewak angelandet worden war und den Ort am 10. Mai besetzte. Bei Kriegsende war die 18. Armee auf ein kleines Gebiet im Landesinneren zurückgedrängt und litt unter fortwährenden australischen Angriffen. Die Kämpfe kosteten bis zur Kapitulation Japans 442 Mann auf australischer Seite das Leben. Etwa 9.000 Japaner fielen während 269 in Kriegsgefangenschaft gerieten.

### Schlacht um Borneo

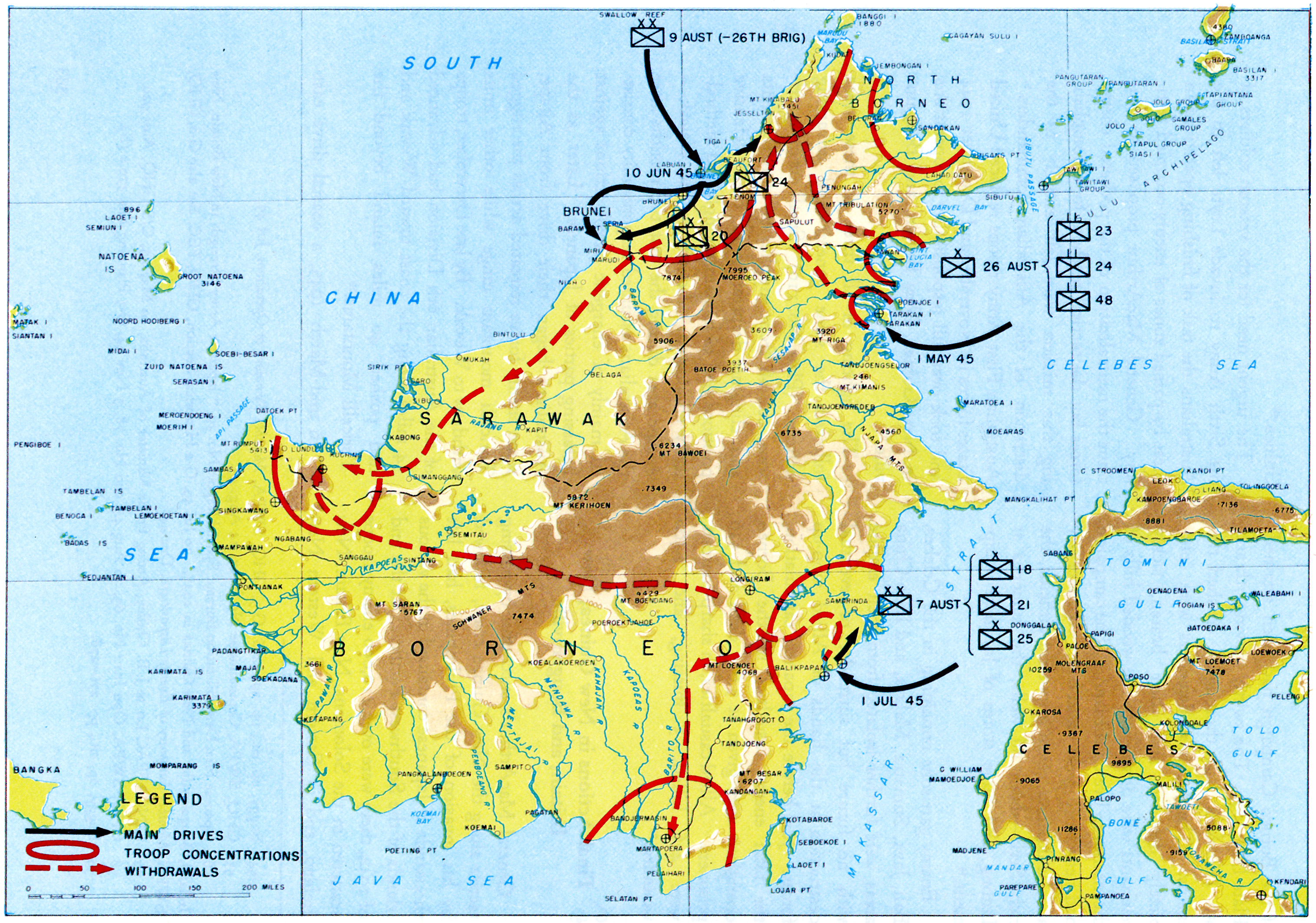
Karte der Operationen auf Borneo 1945

Die Schlacht um Borneo von 1945 war die letzte großangelegte alliierte Offensivaktion in der SWPA. In einer Reihe von amphibischen Landungen griff das I Corps zwischen dem 1. Mai und dem 21. Juli unter Lieutenant General Leslie Morshead die japanischen Besatzer der Insel an. Die United States Seventh Fleet unter Admiral Thomas C. Kinkaid, die 1TAF und die amerikanische Thirteenth Air Force hatten ebenfalls bedeutenden Anteil an der Schlacht. Ziel der Schlacht war es, die Ölfelder der Insel sowie die Brunei Bay zu sichern und die Insel als Stützpunkt für die alliierte Landung in Japan und die Landung in Malaya zu nutzen, die beide später im selben Jahr anlaufen sollten. Die australische Regierung lehnte den Vorschlag MacArthurs ab, die Insel Java in die Operationen auf Borneo mit einzubeziehen und stellte die 6th Division nicht dafür zur Verfügung, weshalb der Plan nicht ausgeführt wurde.
Die Schlacht begann am 1. Mai mit der Landung der 26th Brigade auf Tarakan vor der Ostküste Borneos. Ziel war das Flugfeld der Insel, um von dort aus Operationen gegen Brunei und Balikpapan zu unterstützen. Entgegen den ursprünglichen Planungen kam es auf der Insel zu schweren Kämpfen, die bis zum 19. Juni andauerten. Das Flugfeld konnte erst am 28. Juni in Betrieb genommen werden, weshalb diese Operation als Fehlschlag gewertet wurde.

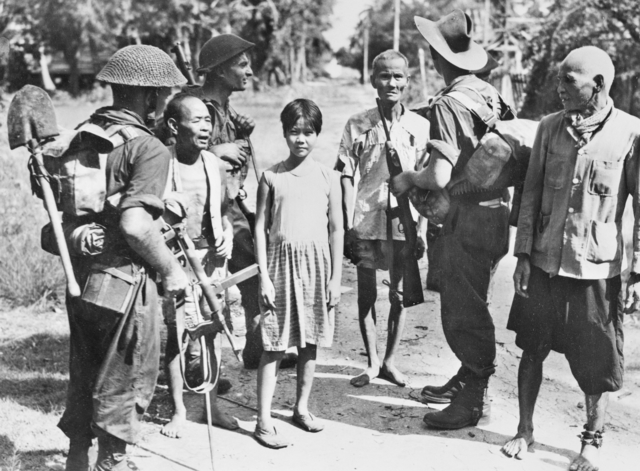
Australische Soldaten und Zivilisten auf Labuan, 16. Juni 1945

Die zweite Phase der Schlacht begann am 10. Juni mit mehreren parallelen Attacken der 9th Division gegen den Nordwesten der Insel Labuan und die Küste Bruneis. Während Brunei zügig besetzt wurde, leisteten die japanischen Truppen auf Labuan mehr als eine Woche lang Widerstand. Nach der Sicherung Bruneis wurde die 24th Brigade im Norden Borneos angelandet während die 20th Brigade südlich von Brunei an der Küste entlang vorrückte. Beide Brigaden rückten rasch gegen schwachen Widerstand vor und eroberten bis Kriegsende den Großteil Nordwestborneos. Die australischen Truppen wurden bei den Kämpfen von einheimischen Guerillakämpfern unterstützt, deren Einheiten von australischen Spezialkommandos ausgebildet wurden.
Die dritte und letzte Phase der Schlacht war die Eroberung von Balikpapan an der zentralen Ostküste der Insel. Sie wurde auf Befehls MacArthurs und entgegen den Wünschen Blameys, der sie für unnötig hielt, durchgeführt. Nach einer vorbereitenden, zwanzigtägigen Bombardierung von See her und aus der Luft landete die 7th Division am 1. Juli nahe dem Ort. Die Kämpfe um die Stadt und ihre Umgebung zogen sich bis zum 21. Juli hin und waren die letzte größere Landoperation der westlichen Alliierten im Zweiten Weltkrieg. Die Operationen auf Borneo wurden bereits während des Krieges und auch in den folgenden Jahren als sinnlose Vergeudung von Leben kritisiert. Zugleich erreichten sie aber die meisten ihrer Ziele, von denen die wichtigsten die Isolierung sich noch in Niederländisch-Indien befindlicher Feindtruppen, die Sicherung wichtiger Ölförderanlagen und die Befreiung alliierter Kriegsgefangener waren, die sich in äußerst schlechtem Zustand befanden.
Während der Kämpfe kam es zu einem Wechsel der politischen Führung Australiens. Premierminister Curtin erlitt im November 1944 einen Herzinfarkt und wurde bis zum 22. Januar 1945 erstmals durch den stellvertretenden Premierminister Frank Forde vertreten. Nach einer erneuten Einlieferung in ein Krankenhaus im April 1945 übernahm Finanzminister Ben Chifley die Rolle des regierenden Premierministers, da Forde sich auf der Konferenz von San Francisco aufhielt. Curtin starb am 5. Juli, woraufhin Forde als Premierminister vereidigt wurde. Bereits am 13. Juli verlor er das Amt wieder, da er in seiner Partei keinen Rückhalt hatte und so ein Misstrauensvotum verlor. Chifley nahm daraufhin seinen Posten ein.

### Nachrichtenwesen und Spezialkräfte

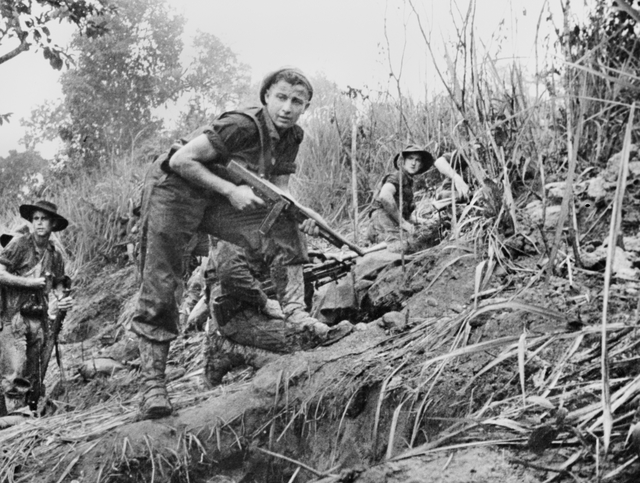
Kommandos der 2/3rd Independent Company in Neuguinea, 29. Juli 1943

Australien baute während des Krieges zahlenmäßig starke Nachrichtendienste auf. Vor Kriegsausbruch hatte es in den Streitkräften beinahe keinerlei Aufklärungsaktivitäten gegeben, wodurch diese vor allem auf Informationen britischer Dienste angewiesen waren. Im Verlauf der Jahre 1939 und 1940 wurden mehrere kleine Fernmeldeaufklärungseinheiten aufgestellt, die einigen Erfolg beim Abhören und Decodieren des japanischen Funkverkehrs vor Kriegsausbruch im Pazifik hatten.
General MacArthur begann kurz nach seiner Ankunft in Australien mit dem großflächigen Ausbau der Aufklärungsdienste. Am 15. April 1942 wurde das amerikanisch-australische Central Bureau in Melbourne aufgestellt. Sein Hauptquartier wurde im Juli des Jahres nach Brisbane und im Mai 1945 nach Manila verlegt. Australier machten dabei die Hälfte der 1945 über 4000 Mann starken Organisation aus. Die Australian Army und die RAAF verfügten über die größten Funkaufklärungskapazitäten in der SWPA, und die Zahl dieser Einheiten wurde zwischen 1942 und 1945 konsequent in starkem Maße erhöht. Das Central Bureau konnte eine Reihe japanischer Funkcodes knacken und half dadurch und durch umfangreiche Funkpeilung dabei, die japanischen Truppenbewegungen zu analysieren.
Australische Spezialeinheiten spielten eine gewisse Rolle während des Pazifikkriegs. Nach Kriegsausbruch wurden Kommandokompanien nach Timor, auf die Salomonen, die Bismarckinseln und nach Neukaledonien entsandt. Während die 1st Independent Company auf den Salomonen Anfang 1942 schnell zerschlagen wurde, konnten zwei andere Kompanien die gelandeten Japaner auf Timor zwischen Februar 1942 und Februar 1943 in einen verlustreichen Guerillakrieg verwickeln, bevor sie nach Australien evakuiert wurden. Die Kommandos spielten weiterhin auf Neuguinea, Neubritannien, Bougainville und Borneo eine Rolle, wo sie den Feind aufklärten, an der Spitze von Offensivoperationen agierten und die Flanken regulärer Truppen deckten.
Australien stellte auch eine kleine Truppe auf, die auf Aufklärung hinter den feindlichen Linien und Sabotage spezialisiert war. Die meisten dieser Formationen unterstanden dem Allied Intelligence Bureau (AIB). Sie beobachteten dabei feindliche Küstenlinien oder überfielen ungesicherte Nachschublager. Im September 1943 gelang es einer Spezialeinheit, sieben Schiffe im Hafen von Singapur zu versenken. Einheiten des AIB wurden oft zur Unterstützung von Heereseinheiten herangezogen und übernahmen dort Aufklärungs- und Verbindungsmissionen. Auf Timor und Niederländisch-Neuguinea standen sie unter dem Kommando der ehemaligen niederländischen Kolonialverwaltung. Die RAAF stellte im Jahr 1945 eine eigene Einheit auf um hinter den feindlichen Linien agierende Spezialkommandos aus der Luft zu versorgen.

### Operationen gegen die japanischen Hauptinseln

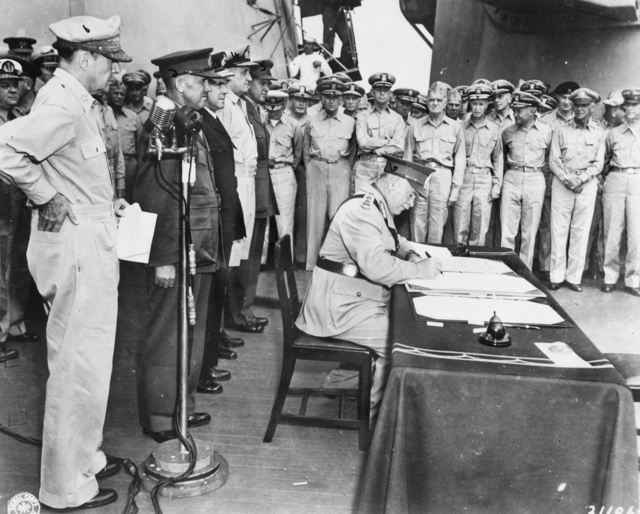
General Blamey unterschreibt stellvertretend für Australien an Bord der USS Missouri die japanische Kapitulationsurkunde, 2. September 1945.

Australien spielte bei den alliierten Aktionen gegen die japanischen Hauptinseln in den letzten Kriegsmonaten nur eine untergeordnete Rolle, bereitete sich aber auf eine Teilnahme an der geplanten Invasion der Inseln vor. Mehrere australische Kriegsschiffe operierten mit der British Pacific Fleet (Britische Pazifikflotte, BPF) während der Schlacht um Okinawa, Zerstörer eskortierten später britische Flugzeugträger und Schlachtschiffe bei Angriffen gegen die Hauptinseln. Australien stellte trotz seiner Entfernung zu Japan den Hauptstützpunkt für die BPF, weshalb dort eine Reihe großer Basen errichtet wurden.
Australiens Beteiligung an der Invasion Japans sollte alle drei Teilstreitkräfte umfassen. Es sollte aus bereits bestehenden Einheiten der AIF die 10th Division wieder aufgestellt werden und Teil des britisch-kanadisch-neuseeländischen Commonwealth Corps werden. Seine Struktur sollte dabei identisch mit dem eines amerikanischen Heereskorps sein, und es sollte im März 1946 bei der Landung auf Honshū zum Einsatz kommen. Neben den Schiffen der RAN gemeinsam mit der BPF sollten zwei Bomberstaffeln und eine Transportstaffel aus Europa zurückverlegt werden, um mit der Tiger Force um am strategischen Bombenkrieg gegen Japan teilzunehmen. Die Planungen für die Invasion wurden im August 1945 nach den Atombombenabwürfen auf Hiroshima und Nagasaki und der Erklärung Japans zu kapitulieren eingestellt.
General Blamey unterzeichnete am 2. September 1945 die japanische Kapitulationsurkunde stellvertretend für Australien an Bord des amerikanischen Schlachtschiffes Missouri. Mehrere australische Schiffe waren während der Zeremonie mit in der Bucht von Tokio vertreten. Nach der Zeremonie an Bord der Missouri kapitulierten die Befehlshaber noch verbliebener Formationen im Pazifikraum vor alliierten Truppen. Australische Einheiten nahmen solche in Morotai, verschiedenen Orten in Borneo, auf Timor, in Wewak und Rabaul, auf Bougainville und Nauru entgegen.

## Australier an anderen Kriegsschauplätzen
Neben den Hauptschauplätzen dienten kleinere australische Einheiten und andere Männer und Frauen auch in anderen Regionen, meist innerhalb britisch geführter Commonwealth-Verbände. Etwa 14.000 Australier dienten bei der britischen Handelsmarine und befuhren mit ihr die Weltmeere.

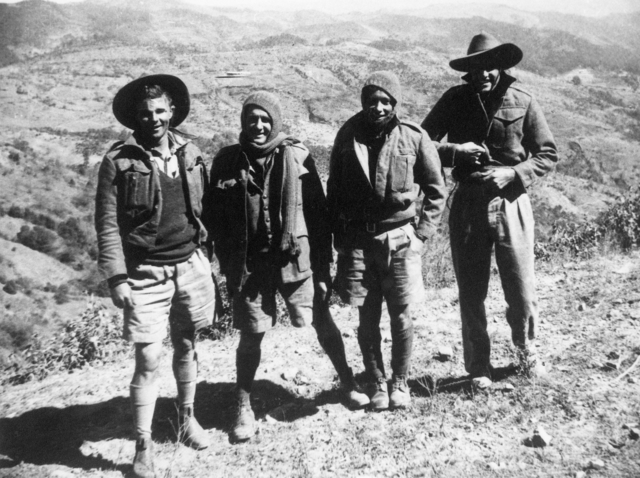
Vier Angehörige der Mission 204 in Yunnan, China, August 1944

Australien spielte eine kleine Rolle bei den alliierten Operationen in den afrikanischen Kolonien Vichy-Frankreichs. Ende September 1940 nahm die HMAS Australia an dem erfolglosen Versuch britischer und freifranzösischer Streitkräfte teil Dakar zu erobern und versenkte dabei einen vichyfranzösischen Zerstörer. Die australische Regierung war vorher nicht über die Verwendung des Kreuzers in dem Gefecht informiert worden und beschwerte sich hierüber bei der britischen Regierung. Drei australische Zerstörer beteiligten sich im September 1942 an der Operation Ironclad zur Eroberung Madagaskars. Die HMAS Adelaide eskortierte im September 1940 einen mit dem Freien Frankreich sympathisierenden Gouverneur nach Nouméa auf Neukaledonien und machte anschließend vor der Stadt fest. Die ausbrechenden Tumulte führten zur Absetzung der vichytreuen Kolonialverwaltung und dem Wechsel Neukaledoniens zum Freien Frankreich.
Weitere australische Kriegsschiffe patrouillierten während des Krieges im Roten Meer und im Persischen Golf. Zwischen Juni und Oktober 1940 unterstützte die HMAS Hobart den Ostafrikafeldzug und spielte eine wichtige Rolle bei der Evakuierung von Berbera. Im Mai 1941 unterstützte die Yarra während des Britisch-Irakischen Krieges die Landung von Gurkhas nahe Basra. Im August des Jahres beteiligten sich die Kanimbla und die Yarra an der Ango-Sowjetischen Invasion des Iran, wobei die Yarra die iranische Sloop Babr versenkte und die Kanimbla Truppen bei Bandar Shapur anlandete. Im Verlauf des Jahres 1942 eskortierten ein Dutzend australischer Korvetten der Bathurst-Klasse den alliierten Schiffsverkehr im Persischen Golf.
Während die meisten Australier auf dem fernöstlichen Kriegsschauplatz in der SWPA kämpften, dienten einige hundert in britischen Einheiten in Birma und Indien. Darunter befanden sich 45 Mann der 8th Division, die sich freiwillig gemeldet hatten, um chinesische Guerillakämpfer auszubilden. Sie waren damit Teil der britischen Mission 204 die sich zwischen Februar und September 1942 in Südchina aufhielt. Im Mai 1943 dienten etwa 330 Australier in 41 britischen Staffeln in Indien, wobei nur neun über jeweils mehr als zehn Australier verfügten. Viele Korvetten der RAN dienten in der britischen Eastern Fleet (Östliche Flotte), die in der Regel den alliierten Schiffsverkehr im Indischen Ozean schützte.

## Kriegsgefangene

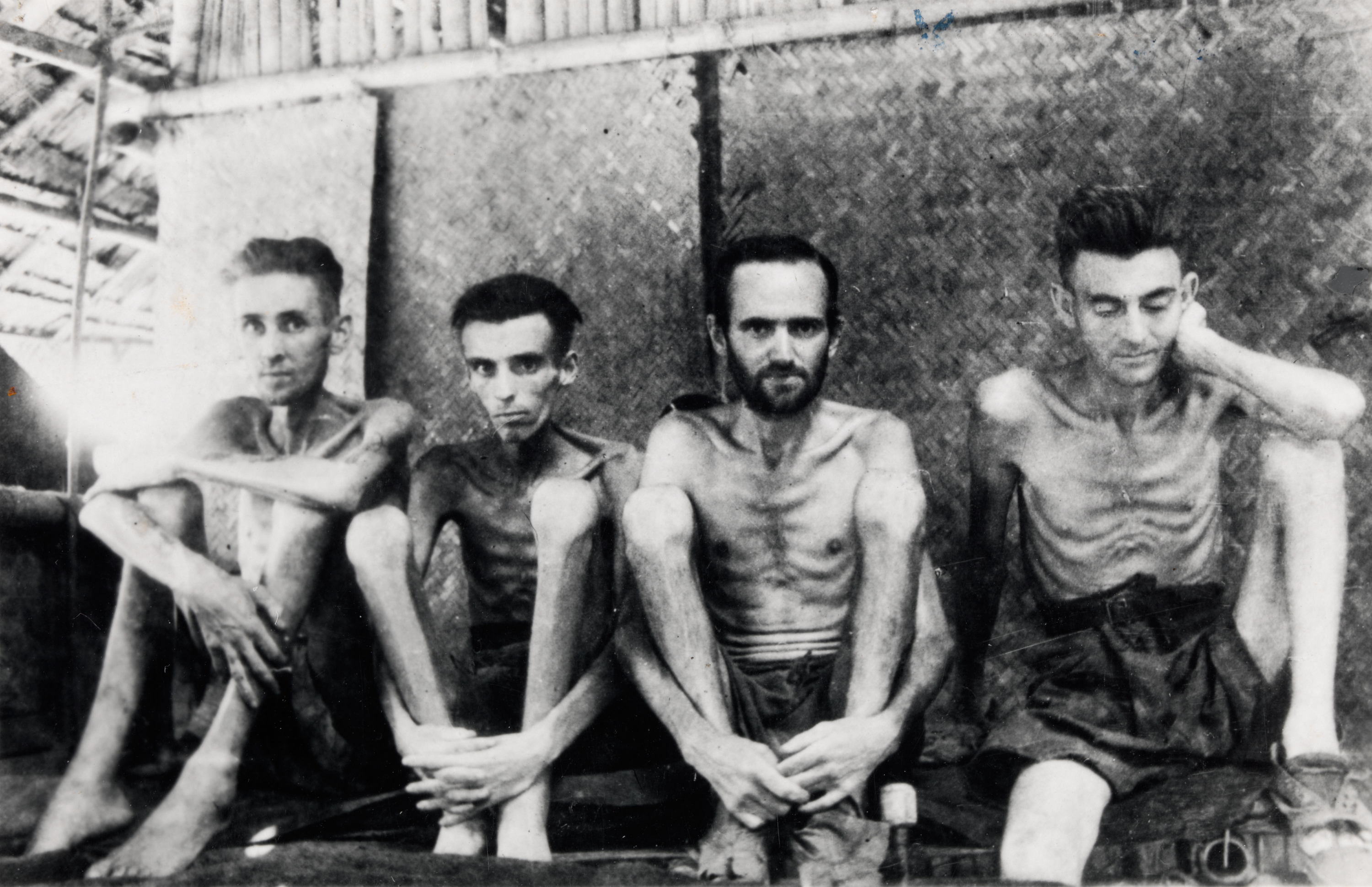
Unter Beri Beri leidende australische und niederländische Kriegsgefangene in Tarsau, Thailand, 1943

Etwas unter 29.000 Australier gerieten in Kriegsgefangenschaft. Von den 21.467 in japanische Gefangenschaft geratenen überlebten nur etwa 14.000 den Krieg. Der Großteil der Toten ging auf Mangelernährung und Krankheiten zurück.
Die unter 8000 durch das Deutsche Reich und Italien Gefangengenommenen wurden in der Regel im Einklang mit den Genfer Konventionen behandelt. Die meisten waren bei den Kämpfen in Griechenland und auf Kreta 1941 in Gefangenschaft geraten, etwa 1400 waren abgeschossene Flugzeugbesatzungen. Wie andere Gefangene der westlichen Alliierten wurden die Australier in dauerhaften Kriegsgefangenenlagern in Deutschland und Italien interniert. Zum Kriegsende hin verlegten die Deutschen ihre Gefangenen ins Innere des Reichs, um deren Befreiung durch die vorrückenden Alliierten zu verhindern. Die Verlegung erfolgte häufig in Gewalt- und Todesmärschen. Nach einer Massenflucht von Gefangenen aus dem Lager Stalag Luft III im März 1944 kam es zur Hinrichtung von vier australischen Gefangenen. Während die Todesrate der gefangenen Australier in Deutschland und Italien höher war als die der Gefangenen des Ersten Weltkriegs, war sie immer noch bedeutend niedriger als die Todesrate in den japanischen Kriegsgefangenenlagern.

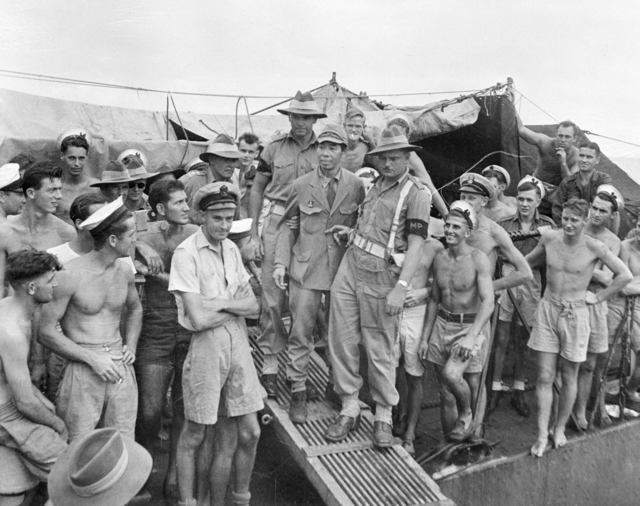
Ein Verantwortlicher des japanischen Kriegsgefangenenlagers auf Ambon trifft zum Beginn des Kriegsverbrecherprozesses gegen ihn in Morotai ein, Oktober 1945.

Die meisten in den ersten Monaten des Pazifikkrieges in Gefangenschaft geratenen Alliierten litten unter besonders schlimmen Bedingungen. Sie wurden in provisorischen Lagern im gesamten Pazifikraum interniert und unter widrigsten Bedingungen dorthin transportiert. Neben Mangelernährung und Krankheit wurden hunderte australische Gefangene durch ihre Aufseher erschlagen oder exekutiert. Beim Bau der berüchtigten Thailand-Burma-Eisenbahn kamen 1942 und 1943 neben vielen anderen Kriegsgefangenen und zwangsrekrutierten Einheimischen auch etwa 13.000 Australier zum Einsatz, von denen annähernd 2.650 dabei starben. Viele Gefangene wurden auch auf die japanischen Hauptinseln verbracht, wo sie unter in der Regel schlechten Bedingungen in Bergwerken und Fabriken arbeiteten. Die lager auf Ambon und Borneo hatten die höchsten Todesraten zu verzeichnen. 77 Prozent der Gefangenen auf Ambon starben, und von den 2.500 auf Borneo internierten überlebten nur wenige. Die meisten starben durch Überarbeitung und den sogenannten Todesmärschen von Sandakan 1945.
Die Behandlung durch die Japaner führte dazu, dass viele Australier diesen auch nach Kriegsende feindlich gegenüber eingestellt blieben. Die australischen Behörden untersuchten Meldungen über Misshandlungen in ihrem Zuständigkeitsbereich nach dem Krieg und klagten verdächtige Gefangene in Kriegsverbrecherprozessen an.
Tausende feindliche Kriegsgefangene wurden während des Krieges in Australien interniert. Insgesamt betrug ihre Zahl 25.720 Personen, davon 18.432 Italiener, 5.637 Japaner und 1.651 Deutsche. Diese Gefangene lebten in eigens dafür errichteten Lagern und wurden in der Regel nach den Genfer Konventionen behandelt. Zusätzlich wurden 16.798 Zivilisten interniert, darunter 8.921 im Land lebende sogenannte Enemy Aliens. Die restlichen wurden aus anderen Ländern nach Australien verbracht. Am Morgen des 5. August 1944 versuchte etwa die Hälfte von 1.104 in einem Lager bei Cowra internierte japanische Kriegsgefangene auszubrechen. Ungefähr 400 gelang es, die Wachen zu überwältigen und die Zäune zu durchbrechen. In den folgenden zehn Tagen wurden alle Ausgebrochenen entweder wieder gefangen genommen oder getötet.

## Heimatfront

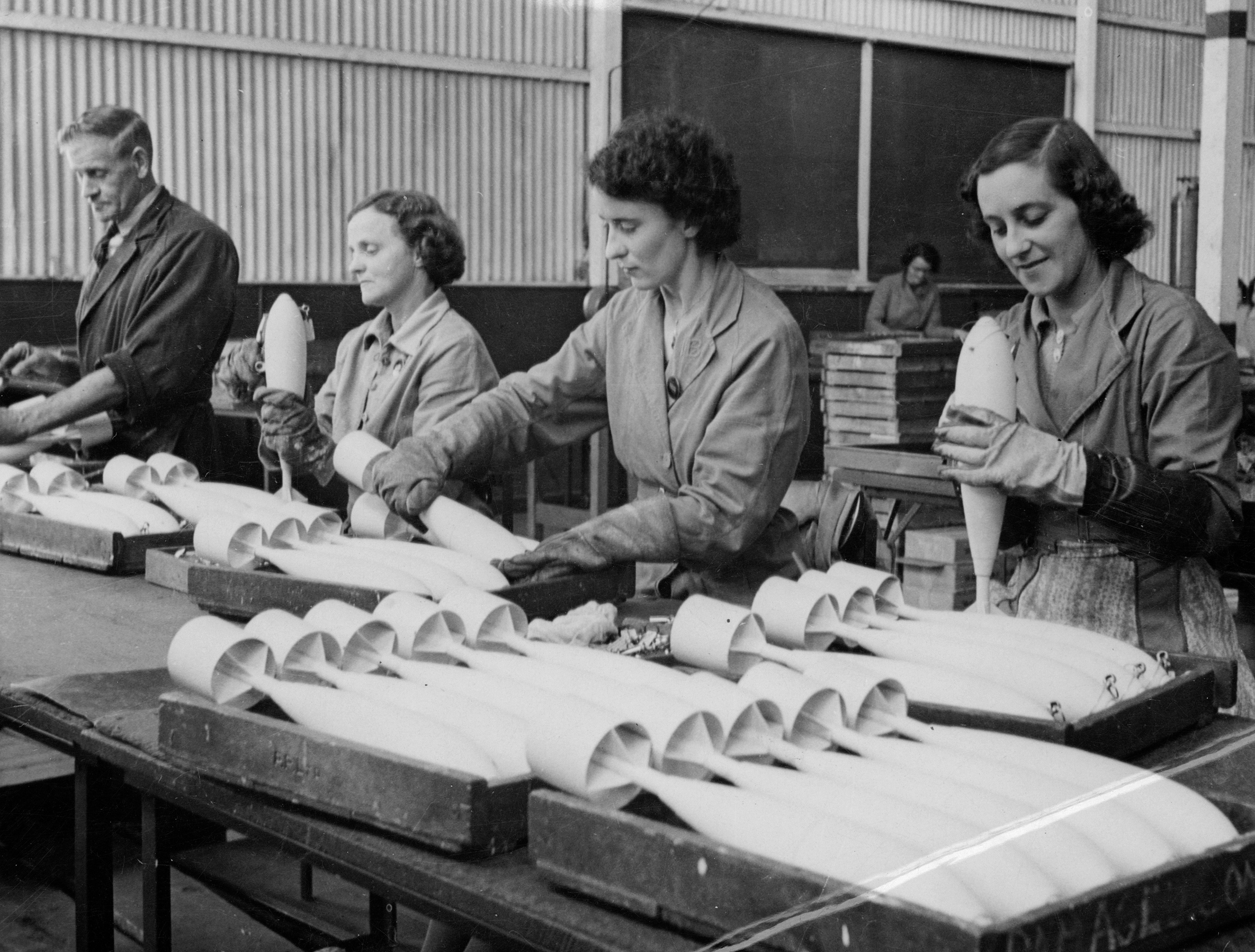
Arbeiter überprüfen Übungsbomben in einer Fabrik in Südaustralien, 1943.

Während des Krieges dehnte die australische Regierung ihre Zuständigkeiten und Rechte deutlich aus, um die Industrie und Bevölkerung des Landes besser für die alliierten Kriegsanstrengungen nutzen zu können. Diese Reformen begannen am 9. September 1939, als der National Security Act verabschiedet wurde. Dieser befähigte die Regierung zur verpflichtenden Einberufung der Bevölkerung zur Industriearbeit, von der sowohl Männer als auch Frauen betroffen waren. Die Rationierung von Lebensmitteln und anderen Konsumgütern wurde erstmals 1940 in Kraft gesetzt und im Verlauf des Jahres 1942 in großem Stile ausgedehnt. Weiter appellierte die Regierung zur Sparsamkeit und gab verschiedene Kriegsanleihen aus, um Rohstoffe zu sparen und ausreichende Finanzmittel zu sammeln.
Die Wirtschafts- und Rüstungspolitik der Regierung zum Ausbau der Industrie war erfolgreich, wodurch sich das Land in vielen Rüstungsbereichen selbst versorgen konnte. Bereits in den Jahren vor dem Krieg hatte die Regierung durch Subventionen, Zölle und andere Maßnahmen versucht, kriegswichtige Bereiche wie die Automobil- und Flugzeugindustrie, die Chemie- und Elektroindustrie gezielt zu fördern. Die mittelbar mit der Rüstungsindustrie verflochtenen Industrien wurden in den Jahren 1940 und 1941 mit dieser zu einer Kriegswirtschaft verschmolzen, die ab 1942 den meisten Bedarf des Heeres decken konnte. Die von der Regierung besonders geförderte Elektroindustrie brachte im Kriegsverlauf leichte Radargeräte und optische Zielsysteme für die Artillerie hervor und passte eine ganze Reihe an Gerätschaften an die tropischen Bedingungen Südostasiens an. Die Industrie entwickelte auch neue Waffen wie die Owen-Maschinenpistole und modifizierte andere, um sie an die Bedürfnisse der Streitkräfte anzupassen. Den Medizinern des Landes gelangen während des Krieges große Fortschritte in der Behandlung von Tropenkrankheiten. Andere Entwicklungen stellten sich als Fehlschlag dar. So wurde die Entwicklung und Erprobung des Panzers AC-1 Sentinel eingestellt, nachdem er sich bereits in dieser Phase als veraltet und unnötig erwiesen hatte. Die Entwicklung eigener Flugzeuge, nämlich des Bombers Commonwealth Woomera und des Jägers Commonwealth Kangaroo, wurde eingestellt, da keine geeigneten Triebwerke zur Verfügung standen. Anstelle dieser Eigenentwicklungen wurden amerikanische und britische Flugzeugmuster in Lizenz gefertigt.

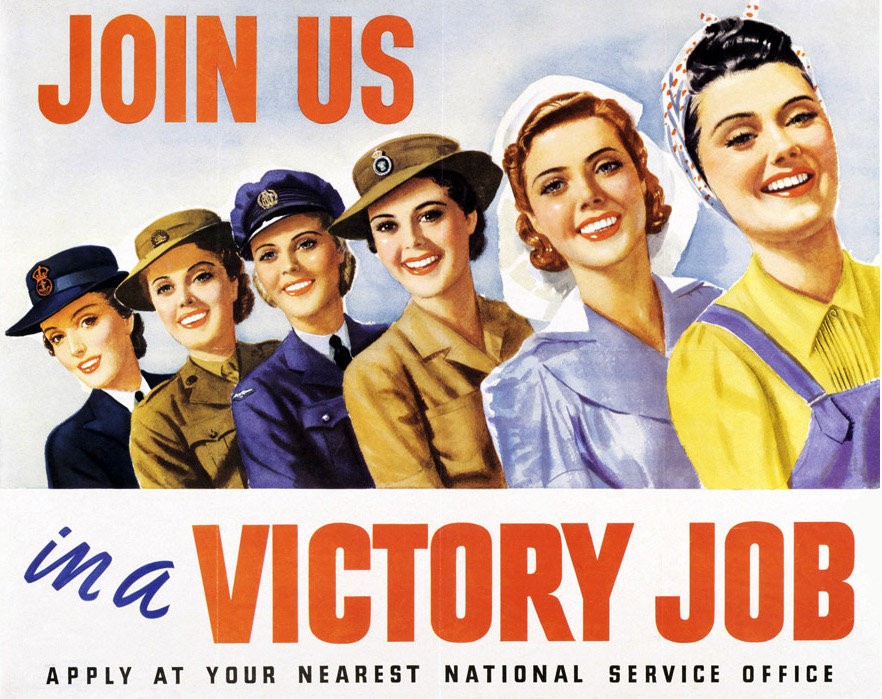
Propagandaposter zur Ermutigung von Frauen, in kriegswichtigen Positionen zu dienen, 1943

Die massive Aufstockung der Streitkräfte führte zu einem Mangel an männlichen Arbeitnehmern, weshalb zunehmend Frauen zur Arbeit eingezogen wurden. Die Zahl der erwerbstätigen Frauen stieg von 644.000 1939 auf 855.000 im Jahr 1944. Während dies nur einen Anstieg von 5 % in Bezug auf die gesamte weibliche Bevölkerung darstellte, wechselten viele bereits arbeitende Frauen von typischen „Frauenbeschäftigungen“ in eher „männliche“ Industrieberufe. Ab 1941 konnten Frauen zudem in bestimmten Bereichen der Streitkräfte dienen und 1944 nahmen diese Möglichkeit bereits fast 55.000 von ihnen beim Women’s Royal Australian Naval Service, dem Australian Women’s Army Service und der Women’s Auxiliary Australian Air Force wahr. Einige tausend weitere arbeiteten in der zivil organisierten Australian Women’s Land Army oder bei Freiwilligendiensten. Die sich zuspitzende Knappheit an Arbeitskraft führte ab 1944 zur Reduzierung der Streitkräfte, um Männer für die Kriegsindustrie und die zivile Wirtschaft freizusetzen.
Die Einberufungen zur Industriearbeit und der Druck, die Produktivität zu erhöhen, sorgten im Laufe des Krieges für zunehmende Unzufriedenheit unter den Beschäftigten. Viele mussten massiv Überstunden leisten, während die Arbeitsbedingungen sich verschlechterten und die Kriegsgesetze einen Wechsel des Arbeitsplatzes verhinderten. Die Arbeitsbedingungen litten besonders unter den von der Regierung angeordneten Sparmaßnahmen, die zur Absenkung von Arbeitsstandards führten. Ab 1943 schlug sich die Unzufriedenheit in spürbar häufiger werdenden Streiks und anderen Protestmaßnahmen nieder. Teile der Zivilbevölkerung und insbesondere das Militär kritisierten die Proteste der Arbeiterschaft, da diese zu Produktionsausfällen führten. Im Mai 1943 verabschiedete die Regierung ein Gesetz, nach dem die Beteiligung an als illegal eingestuften Streiks mit dem Einzug zum Militär bestraft werden konnte. Der akute Mangel an Fachkräften führte allerdings dazu, dass dieses Gesetz kaum angewandt wurde.
Mit dem Zweiten Weltkrieg begann eine über diesen hinaus andauernde Phase des Wirtschaftswachstums in Australien. Er steigerte Größe und Wichtigkeit des produzierenden Gewerbes im Land nachhaltig und ermöglichte den Aufbau technologieintensiver Industrien. Hierdurch erfolgte die Qualifikation vieler Arbeiter und die stärkere Einbindung von Frauen in die Arbeitswelt. In vielen männlich dominierten Bereichen wurden die im Krieg eingezogenen Frauen nach dessen Ende allerdings wieder herausgedrängt.

## Nachkriegszeit

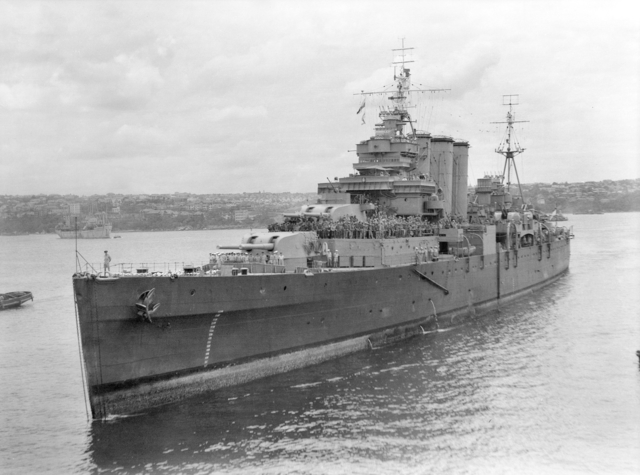
Die HMAS Shropshire mit in die Heimat transportierten Soldaten im Hafen von Sydney, 30. November 1945

Der Zweite Weltkrieg kostete Australien viele tausend Leben und einen großen Teil des Nationaleinkommens während der Kriegszeit. So starben 27.073 Mann durch Kämpfe, an Wunden oder in Kriegsgefangenschaft. 9.572 von diesen kamen im Gefecht gegen deutsche und italienische, 17.501 gegen japanische Truppen um. Die Kriegsgefangenen der Japaner machten beinahe die Hälfte der im Pazifikraum gestorbenen aus. Mindestens 38 zivile australische Matrosen starben durch Kampfhandlungen. Die gesammelten Kriegsausgaben lagen bei 2.949.380.000 £ und hatten ihren Höhepunkt 1942/43, als sie 40,1 % des Bruttoinlandsprodukts betrugen.
In den Monaten nach der japanischen Kapitulation verwalteten australische Behörden ganz Borneo und Niederländisch-Indien östlich von Lombok, bis die alten Kolonialverwaltungen wieder eingerichtet werden konnten. Während die britischen Besatzungskräfte im Westen Niederländisch-Indiens in den aufflammenden Indonesischen Unabhängigkeitskrieg hineingezogen wurden, konnten die Australier in ihrem Bereich Zusammenstöße nach Möglichkeit vermeiden. Die australischen Streitkräfte waren auch für die gut 344.000 in ihrem Bereich noch verbliebenen japanischen Truppen und die Durchführung von Kriegsverbrecherprozessen verantwortlich. Eine aus Freiwilligen bestehende Truppe wurde zusammengestellt und als Australiens Beteiligung an der British Commonwealth Occupation Force (Besatzungskräfte des britischen Commonwealth, BCOF) nach Japan entsandt. Diese stellte das Hauptquartier und das Gros der Truppen der BCOF. Später stellte diese Truppe den Kern der reformierten Australian Army, die erstmals auch über permanente Kampfeinheiten verfügte.
Die australischen Streitkräfte wurde nach Ende der Kampfhandlungen zügig demobilisiert. Bei Kriegsende hatten sie aus annähernd 600.000 Männern und Frauen bestanden, von denen 224.000 im Pazifikraum, 20.000 in Europa und an anderen Schauplätzen und der Rest im Land selber dienten. Die Planungen zur Demobilisierung gingen auf erste Entwürfe von Ende 1942 zurück, der schlussendlich umgesetzte stammte vom März 1945. Die Generaldemobilisierung begann am 1. Oktober 1945 und galt im Februar 1947 als abgeschlossen. Im Ganzen betrachtet verlief die Demobilisierung flüssig, allerdings gab es in Morotai und auf Bougainville Proteste über Verzögerungen. In der Zeit bis zur Demobilisierung wurden die jeweiligen Einheiten weiter ausgebildet. Die Regierung bemühte sich, Wiedereinbindungsprogramme in die Gesellschaft und diverse Bonusprogramme für die Veteranen aufzulegen. Gediente Frauen erhielten ähnliche Hilfe wie Männer, wurden aber gedrängt, wieder in ihre traditionelle Rolle im Haushalt zurückzukehren.
Der Zweite Weltkrieg führte zu erheblichen Veränderungen in der australischen Gesellschaft. Ökonomisch beschleunigte er das Wachstum der australischen Industrie und führte zu historisch niedrigen Arbeitslosenzahlen. Soziologisch führte er zur Entwicklung einer kosmopolitischeren Gesellschaft, in der Frauen gleichberechtigter gegenüber den Männern waren. Außenpolitisch half er dem Land, sich mehr vom britischen Mutterland zu lösen und eigenständiger zu agieren. So unterschied sich die Außenpolitik der Nachkriegszeit erheblich von der des Vereinigten Königreiches und förderte beispielsweise die massenhafte Einwanderung aus anderen Ländern.

## Künstlerische Rezeption
In folgenden Spielfilmen und Serien wird das Thema Australier im Zweiten Weltkrieg thematisiert:
- 1944 The Rats of Tobruk
- 1981: Die grünen Teufel vom Mekong (Attack Force Z)
- 1982: Einsatzkommando Seewölfe (The Highest Honor)
- 1985: An Indecent Obsession
- 1990: Blutiger Schwur (Blood Oath)
- 1995: The Last Bullet
- 2001: Changi (nach dem Kriegsgefangenenlager Changi)
- 2001: My Brother Jack
- 2006: Kokoda
- 2008: Australia
- 2025: The Narrow Road to the Deep North (Miniserie)